# Erich Honecker

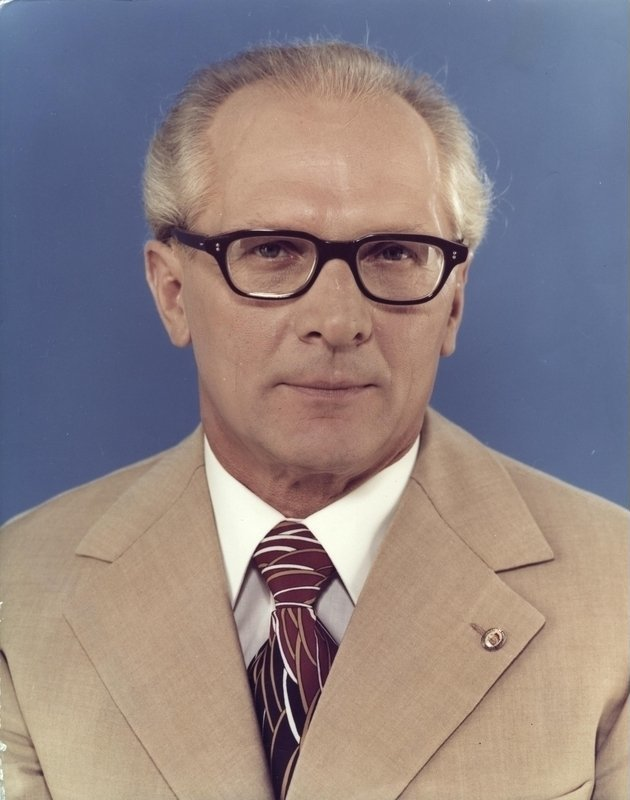
Erich Honecker, offizielles Porträt (1976)

Erich Ernst Paul Honecker (* 25. August 1912 in Neunkirchen (Saar); † 29. Mai 1994 in Santiago de Chile) war ein deutscher kommunistischer Politiker (KPD, SED). Von 1971 bis zu seiner Entmachtung 1989 war er der maßgebliche Politiker der Deutschen Demokratischen Republik.
Honecker war ab 1931 hauptamtlicher Funktionär der KPD. 1935 wegen Widerstands gegen den Nationalsozialismus (Hochverrat) zu zehn Jahren Zuchthaus verurteilt, war er nach der Befreiung vom Nationalsozialismus 1946 Mitbegründer der Jugendorganisation Freie Deutsche Jugend (FDJ). Er war 1961 als Sekretär für Sicherheitsfragen des ZK der SED und Sekretär des Nationalen Verteidigungsrates der DDR (NVR) maßgeblicher Organisator des Baus der Berliner Mauer und trug in diesen Funktionen den Schießbefehl an der innerdeutschen Grenze mit. Als einer seiner größten Erfolge gilt die Anerkennung der DDR als Vollmitglied der Vereinten Nationen 1973.
Im Laufe der 1980er Jahre wurden die wirtschaftliche Lage, die Beziehungen zur Führungsmacht Sowjetunion unter Gorbatschow und die innenpolitische Lage der DDR zunehmend schwieriger. Bei seinem offiziellen Besuch in der Bundesrepublik Deutschland im September 1987 wurde Honecker in Bonn von Bundeskanzler Helmut Kohl und in seiner saarländischen Heimat von Ministerpräsident Oskar Lafontaine empfangen.
Unter dem Eindruck der friedlichen Revolution in der DDR zwang das SED-Politbüro Honecker am 17. Oktober 1989 zum Rücktritt am Folgetag. Wegen seiner Verantwortung für Menschenrechtsverletzungen in der DDR kam er 1992 in Berlin vor Gericht; das Verfahren wurde aber aufgrund seiner Krankheit und seiner darauf bezogenen Verfassungsbeschwerde eingestellt. Honecker reiste umgehend zu seiner Familie nach Chile, wo er im Mai 1994 starb.
Honecker war 1946–1955 Erster Sekretär des Zentralrates der FDJ, 1946–1989 Mitglied des ZK der SED, 1948–1989 Abgeordneter des Volksrates der SBZ bzw. der Volkskammer der DDR (SED), 1958–1989 Mitglied des Sekretariats des ZK der SED, 1958–1989 Mitglied des Politbüros des ZK der SED, 1960–1971 Sekretär und 1971–1989 Vorsitzender des Nationalen Verteidigungsrates der DDR, 1971–1976 Erster Sekretär bzw. 1976–1989 Generalsekretär des ZK der SED, 1971–1976 Mitglied und 1976–1989 Vorsitzender des Staatsrats der DDR.

## Werdegang des Jungkommunisten

### Kindheit und Jugend
Sein Vater Wilhelm Honecker (1881–1969) war Bergarbeiter und heiratete 1905 Caroline Catharina Weidenhof (1883–1963). Zusammen hatte das Paar sechs Kinder: Katharina (Käthe, 1906–1925), Wilhelm (Willi, 1907–1944), Frieda (1909–1974), Erich, Gertrud (verheiratete Hoppstädter, 1917–2010) und Karl-Robert (1923–1947).

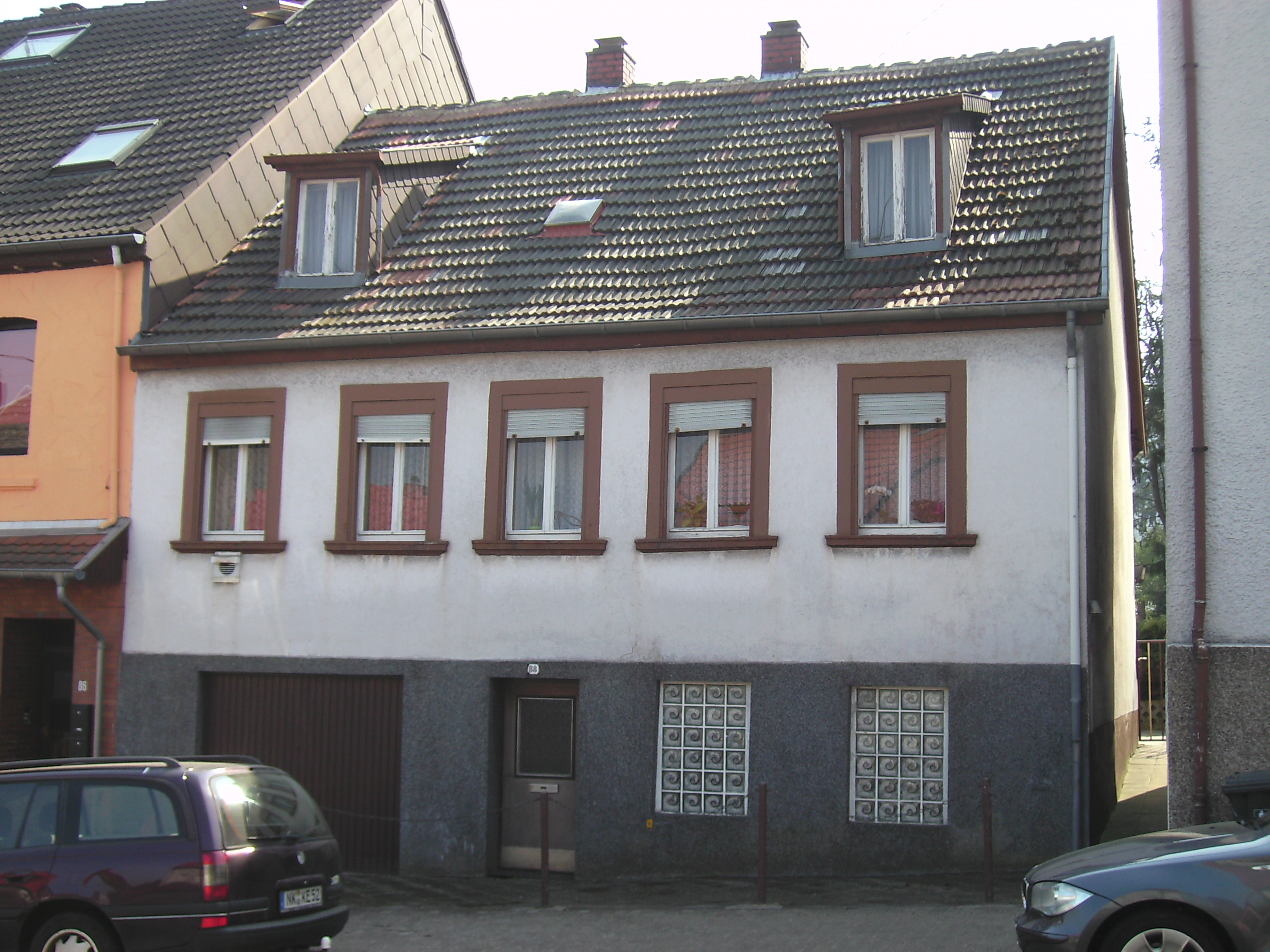
Elternhaus (nicht Geburtshaus) Erich Honeckers (Wiebelskirchen, Kuchenbergstraße)

Erich Honecker kam in Neunkirchen (Saar) in der Karlstraße (seit 1945 Max-Braun-Straße) zur Welt, das damalige Wohnhaus der Familie wurde im Jahr 2024 bei einem Brand schwer beschädigt. Die Honeckers zogen kurz nach seiner Geburt in den heutigen Neunkircher Stadtteil Wiebelskirchen in die Kuchenbergstraße 88. Er besuchte die evangelische Grundschule. 1922 wurde er noch vor seinem zehnten Geburtstag in der fünfzig Mitglieder zählenden kommunistischen Kindergruppe von Wiebelskirchen untergebracht, die auch seine Geschwister Willi, Frieda und Gertrud besuchten und die später in Jung-Spartakus-Bund umbenannt wurde. Nach der dritten Klasse wechselte er in die evangelische Hauptschule, die er 1926 nach der achten Klasse verließ, womit automatisch seine Mitgliedschaft im Jung-Spartakus-Bund endete.
Die in ihrem Revier des Saarlandes familiär eng vernetzten Honeckers zählten als Hausbesitzer und Vermieter mit Obst- und Gemüsegarten und einer Agrarparzelle zu den wohlhabenderen Bergleuten in Wiebelskirchen und waren materiell vergleichsweise gut gesichert. Anders als die im Deutschen Reich verelendeten Arbeitermassen konnten sie ihren kleinen Besitz von Generation zu Generation weitergeben und besaßen hinter dem Haus Stallungen für eine Kuh und hielten Ziegen, Kaninchen und zeitweise ein oder zwei Schweine. Den Steckrübenwinter 1916/17, der zu einer reichsweiten Hungersnot führte, überstand die Familie durch ihre bescheidene Landwirtschaft, die ihre Ernährungslage während der Kriegsjahre verbesserte, während der Vater Wilhelm Honecker als Matrose an der Front kaum eingesetzt wurde. Entgegen den Darstellungen Erich Honeckers war sein Vater nicht am Kieler Matrosenaufstand beteiligt. Er war in Wahrheit bereits Ende Juli 1917 als „Reklamierter“ nach Wiebelskirchen zurückgekehrt, nachdem die Oberste Heeresleitung den Abzug von 40.000 Bergarbeitern von der Front angeordnet hatte, weil deren ziviler Einsatz unter Tage wegen der zwischenzeitlich dramatischen Brennstoffknappheit wichtiger als ihr Dienst als Soldaten geworden war. Ebenso trat Wilhelm Honecker nicht bereits in Kiel, wie sein Sohn behauptete, der USPD bei, sondern wahrscheinlich erst nach seiner Heimkehr ins Saarland, wo die USPD erst Anfang 1918 entstanden war.
Die im Saarland paritätisch von SPD- und USPD-Vertretern gebildeten Arbeiter- und Soldatenräte wurden bereits am 24. November 1918 von der einmarschierenden französischen Armee aufgelöst. Durch das im Versailler Vertrag integrierte Saarstatut wurde das Saargebiet als völkerrechtlich neues Gebilde fünfzehn Jahre lang Teil des französischen Zoll- und Währungsgebietes, politisch beherrscht von einer vom Völkerbund eingesetzten Regierungskommission. Die Familie Honecker behielt die deutsche Staatsbürgerschaft bei, stand aber dem katholischen Milieu fern, dem die Mehrheit der Saarbevölkerung angehörte, und wurde vom sich herausbildenden linksproletarischen Milieu angezogen.
Als Honecker nach der Schulzeit wegen der verschlechterten Wirtschaftslage keine Lehrstelle fand, drängten ihn seine Eltern zu Ostern 1926 als 13-Jährigen, eine anderweitige Beschäftigung auf dem ihm von der Kinderlandverschickung her bekannten Hof des Bauern Wilhelm Streich, im hinterpommerschen Neudorf, in der Nähe der Kreisstadt Bublitz, anzunehmen. Honeckers Memoiren zufolge habe er sich dort zwei Jahre lang nur für freies Essen und freie Kleidung aufgehalten, „um in der Landwirtschaft zu arbeiten“. Streich behandelte ihn jedoch fast als seinen künftigen Schwiegersohn, machte ihn zum Jungbauern, überantwortete Honecker infolge einer Kriegsverletzung schließlich die gesamte Feldbestellung und entlohnte ihn mit 20 Reichsmark monatlich. Im Frühjahr 1928 verzichtete Honecker auf die materiellen Verlockungen der in Aussicht gestellten Hofübernahme. Seine Gastfamilie kleidete ihn daraufhin neu ein, stattete ihn mit Geld aus und er kehrte nach Wiebelskirchen zurück. Da er als Landwirtschaftsgehilfe keine Anstellung fand, ließ er sich bei seinem Onkel Ludwig Weidenhof, der im Erdgeschoss seines Elternhauses ein Dachdeckergeschäft betrieb, als Gehilfe anlernen. Anschließend nahm er eine Lehre als Dachdecker beim Wiebelskirchener Dachdeckermeister Müller an.

### Beginn der Tätigkeit für die KPD und stalinistische Schulung

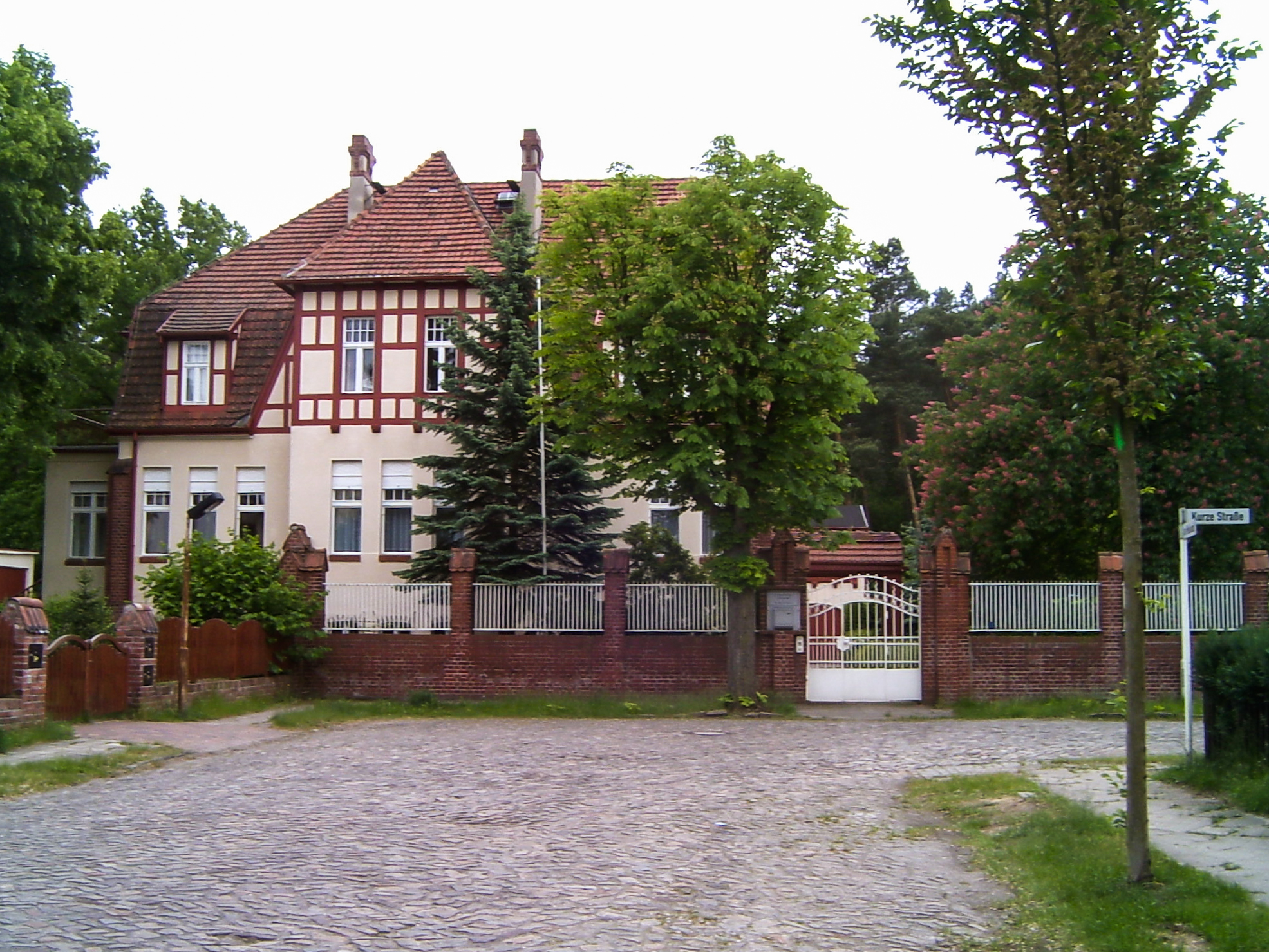
Das Gebäude der Reichsparteischule der KPD in Schöneiche

Am 1. Dezember 1928 trat er dem Kommunistischen Jugendverband Deutschland (KJVD) – Bezirk Saar bei. Der KJVD zählte zu dieser Zeit nur noch 200 Mitglieder in elf Ortsgruppen. In seiner späteren DDR-Kaderakte datierte er das KJVD-Eintrittsdatum auf 1926 zurück, um seine zweijährige Tätigkeit als Jungbauer in Hinterpommern in seiner politischen Kampfbiographie zu vertuschen. Er galt in den konkurrierenden Jugendverbänden der Sozialdemokratie und des Zentrums als „der Wortführer der Kommunisten“. 1929 wurde er in die Bezirksleitung des KJVD-Saar gewählt. Parallel absolvierte er diverse innerparteiliche Schulungen, um sich auf die Übernahme leitender Funktionen im KPD-Jugendverband vorzubereiten. Im Dezember 1929 beteiligte er sich in Dudweiler an einem zweiwöchigen Lehrgang der KJVD-Bezirksschule über marxistische Theorie und praktische Jugendarbeit. In seiner Freizeit widmete sich Honecker seinen Mitgliedschaften im örtlichen Spielmannszug und in der Jugendorganisation des Roten Frontkämpferbundes, Roter Jungsturm, der später in Rote Jungfront umbenannt wurde. Im Kommunistischen Jugendverband war er zunächst Kassierer und später Leiter der Wiebelskirchener Ortsgruppe. Honecker schloss sich formell der KPD an, nachdem er bereits in verschiedenen Institutionen des kommunistischen Parteimilieus aktiv gewesen war. Das genaue Datum seines Parteieintritts konnte nicht ermittelt werden. Honecker selbst gab für seine Aufnahme in die KPD nach 1945 erst das Jahr 1930 und ein anderes Mal „Herbst 1931“ an. Schließlich verlegte er den Parteieintritt auf das mit dem Beginn der Weltwirtschaftskrise verbundene Jahr 1929 vor (und wurde entsprechend 1979 von der SED für seine fünfzigjährige Parteimitgliedschaft geehrt). Im Juli 1930 meldete sich Honecker mit 27 weiteren Auserwählten aus den verschiedenen KJVD-Bezirken beim Parteivorstand der KPD im Berliner Karl-Liebknecht-Haus – um an einem Vorbereitungslehrgang für ein Schulungsjahr an der Internationalen Lenin-Schule in Moskau teilzunehmen –, der an der Reichsparteischule der KPD in Fichtenau (heute ein Ortsteil von Schöneiche bei Berlin) stattfand. In dieser „Lehrstätte der Berufsrevolution“, so der Historiker Martin Sabrow, fand jener Übergangsritus statt, „der das Individuum in den Genossen verwandelte und einer von persönlichen Gefühlen, Skrupeln, Zweifeln nicht mehr erreichbaren Herrschaft der kommunistischen Lebenswelt und ihrer Partei unterwarf“. In einem symbolischen Aufnahmeakt bekam Honecker hier seinen auch in Moskau zu führenden neuen Parteinamen Fritz Molter zugeteilt und wurde mit den anderen Lehrgangsgenossen in die Grundlagen konspirativen Verhaltens eingeführt. Man vermittelte ihnen „die ersten Eindrücke einer charismatischen Auserwähltheit durch überlegene Einsicht, die zur Faszination der in paradoxer Weise rationalitätsgläubigen Herrschaft des Kommunismus im 20. Jahrhundert so entscheidend beitrug“.
Seine Dachdeckerlehre brach Honecker – wegen der Abreise im August 1930 zur Schulung an der vom Exekutivkomitee der Kommunistischen Internationale (EKKI) errichteten Moskauer stalinistischen Kaderschmiede – nach zwei Jahren ohne Gesellenprüfung ab. Im Sommer 1931 absolvierte er das obligatorische, von der Kommunistischen Jugendinternationale (KIM) eingerichtete Praktikum des KIM-Kurses, aus dem zahlreiche Kaderkräfte kommunistischer Machtapparate in Ostmitteleuropa nach 1945 hervorgingen, und in dessen Rahmen er mit 27 anderen Kursanten als „Internationale Stoßbrigade“ an einem Arbeitseinsatz in Magnitogorsk teilnahm. Dort entstand seit 1929 ein Stahlwerk als künftiges Zentrum der sowjetischen Stahlgewinnung. Honeckers Lehrer an der Leninschule war Erich Wollenberg, der während des Großen Terrors, im Zuge der Wollenberg-Hoelz-Verschwörung durch das NKWD als Gegner Stalins verfolgt wurde. In der Ära der Schulleiterin Kirsanowa, die bis zu ihrer endgültigen Absetzung 1937 als „eiserne Stalinistin“ galt, wurde Honecker „Reinigungsritualen“ durch Anklage und Selbstanklage unterzogen. Damit sollten sich seine Ich-Interessen innerhalb eines geschlossenen Weltbildes systematisch dem Kollektiv und den Interessen der Partei unterordnen. Sechs Tage in der Woche hatte er ein rigides tägliches Arbeitspensum von zehn Stunden und mehr abzuleisten. Das Pensum einer Schulstunde umfasste 4–5 Seiten Marx oder Engels, 6–7 Seiten Lenin, 7–8 Seiten Stalin und 20 Seiten Belletristik. Bis zu seinem Lebensende blieb Stalin – so Martin Sabrow – Honeckers prägendste politische Bezugsfigur.
Während seiner Moskauer Kaderschulung lernte Honecker auf einer der Kultur- und Tanzveranstaltungen des Elektrokombinats Elektrosawod seine erste Freundin Natascha Grejewna kennen, womit er gegen die strengen Konspirationsregeln der Kominternschule verstieß, die es ihm strikt untersagten, mit Unbekannten anzubändeln. Die Entdeckung dieser Liebelei hätte zum Abbruch von Honeckers Schullaufbahn führen können. Im August 1931 kehrte Honecker nach Wiebelskirchen zurück, um im September in Saarbrücken eine hauptamtliche Tätigkeit an der Spitze des KJVD im Saargebiet aufzunehmen.

### Widerstand gegen den Nationalsozialismus
Nach der Machtübernahme der NSDAP 1933 war die Arbeit der KPD in Deutschland nur noch im Untergrund möglich. Das Saargebiet jedoch gehörte nicht zum Deutschen Reich, und auch Honecker ging dorthin.
Mitte August 1933 bis zum späten Frühjahr 1934 wurde er jedoch ins Ruhrgebiet gesandt. Er war beauftragt, als politischer Leiter der Bezirksorganisation des KJVD die antifaschistische Arbeit unter der Jugend im Ruhrgebiet zu organisieren und anzuleiten. Details dieser illegalen Arbeit, die Verbindungen zum antifaschistischen katholischen Kaplan Joseph Rossaint, zu katholischen Jugendorganisationen und über die besondere Unterstützung durch die bekannte antifaschistische Oberhausener Familie Rentmeister schildert Honecker in einem Beitrag für die WAZ vom 3. Juni 1989.
Honecker wurde kurz in Deutschland inhaftiert, jedoch bald entlassen. Er kam 1934 ins Saargebiet zurück und arbeitete mit dem späteren ersten saarländischen Ministerpräsidenten Johannes Hoffmann in der Kampagne gegen die Wiederangliederung an das Deutsche Reich. In dieser Zeit im Widerstand in den Jahren 1934 und 1935 arbeitete er auch eng mit dem KPD-Funktionär Herbert Wehner, später SPD, zusammen. Bei der Saarabstimmung am 13. Januar 1935 stimmten jedoch 90,73 Prozent der Wähler für eine Vereinigung mit Deutschland („Heim ins Reich“). Der Jungfunktionär floh, wie 4000–8000 andere Menschen auch, zunächst nach Frankreich.
Am 28. August 1935 reiste Honecker unter dem Decknamen „Marten Tjaden“ mit einer Druckerpresse im Gepäck illegal nach Berlin und war wieder im Widerstand tätig. Am 4. Dezember 1935 wurde er von der Gestapo verhaftet. Nach fünftägigen Vernehmungen durch den Heydrich nahestehenden Heinrich Müller – ohne die sonst im Umgang mit dem kommunistischen Widerstand üblichen systematischen Foltermethoden – ging die Sache nach Ausstellung des Haftbefehls durch das Landgericht Berlin an den Volksgerichtshof, wo Hans-Joachim Rehse bis März 1937 – im Wesentlichen ohne zusätzliche Ergebnisse – weiter gegen Honecker ermittelte. Aus dem Hausgefängnis der Gestapo in der Prinz-Albrecht-Straße war dieser zunächst ins Columbia-Haus gebracht und am 15. Dezember 1935 ins Untersuchungsgefängnis Moabit überstellt worden.
Am 8. Juni 1937 wurde er von einem Senat des Volksgerichtshofes unter Vorsitz von Robert Hartmann der „Vorbereitung eines hochverräterischen Unternehmens unter erschwerenden Umständen“ für schuldig befunden und zu einer Zuchthausstrafe von zehn Jahren verurteilt; der ebenfalls angeklagte Bruno Baum wurde zu dreizehn Jahren Zuchthaus verurteilt. Nach den Gerichtsakten war es Honeckers mangelnde Vorsicht in heikler Lage, die zum Auffliegen einer tschechischen Kundschafterin und schließlich seiner gesamten Widerstandsgruppe beigetragen hatte. Die Akten belegen auch, dass Honecker ebenso wie Bruno Baum weitgehend gestand, was die Gestapo bis dahin bereits ermittelt hatte, sodass man einander unter den mitgefangenen Genossen auch wechselseitig belastete. Der spätere Stasi-Chef Erich Mielke verwahrte zu DDR-Zeiten in einem roten Koffer Akten über Honecker aus dieser Zeit, etwa die Korrespondenz des Vaters mit der Gefängnisleitung. Möglicherweise wollte Mielke etwas gegen Honecker in der Hand haben; denn jener sprach nie darüber.

### Langjähriger Häftling in NS-Strafanstalten
Nach dem Gerichtsurteil wurde Honecker für einen Monat in die Strafanstalt Plötzensee verlegt, ehe er ab 6. Juli 1937 im Zuchthaus Brandenburg-Görden einsaß. Aus der zunächst für ihn angeordneten Einzelhaft, die den langzeitverurteilten Jungkommunisten von politisch weniger gefährlich eingeschätzten Mithäftlingen fernhalten sollte, kam Honecker nach einem halben Jahr in eine Dreimannzelle und wurde zugleich für zwei Jahre Kalfaktor des Anstaltarztes. Noch in zwei weiteren Funktionen kam Honecker als Kalfaktor zur Organisation der Gefängnisarbeit zum Einsatz: bei der Garnverwertung und bei der Herstellung von Kriegsspielzeug.
Im Frühjahr 1943 teilte man ihn als angelernten Dachdecker einer Baukolonne zu, die mit LKW zu den durch Bomberangriffe beschädigten Gebäuden in der Umgebung gefahren wurde, um die Bombenschäden zu reparieren. Bald danach wurde die Baukolonne auch in Berlin eingesetzt, um in Häusern oder auf der Straße eingeschlagene Bomben zur Entschärfung durch Kampfmittelexperten freizulegen – ohne angemessene Ausrüstung und Ausbildung in Honeckers Worten ein „Himmelfahrtskommando“. Während des Winters 1943/44 wurde Honecker in Berlin immer wieder für Aufgaben eingesetzt, „die jeden weglaufen ließen, der nicht lebensmüde war“. Dazu gehörte das Ausgraben Verschütteter aus einsturzgefährdeten Kellern sowie auf Hausdächern die hastige Entfernung von Brandstäben und Löschungsversuche von Phosphorgeschossen durch Sandwürfe. Im Frühjahr 1944 wurde Honeckers Arbeitskommando nach Berlin verlegt und im Frauengefängnis Barnimstraße untergebracht, auf dessen Dach Honecker am 26. Februar 1945 bei einem schweren Luftangriff die Übersicht behielt. Honecker besorgte Lampen, Hacken und Schaufeln, um sich zu den Verschütteten unter dem von Luftminen getroffenen Zellenflügel des Frauengefängnisses durchzugraben. Die Verbringung eines verletzten Niederländers vorbei an SS-Wachen in den Bunker Friedrichshain gelang ihm mit Hilfe der Gefängnisaufseherin Charlotte Schanuel. Diese wurde 1946 seine erste Frau, was Honecker jedoch zeitlebens unerwähnt ließ.
Am 6. März 1945 flohen Honecker und der Mithäftling Erich Hanke auf hoch riskante Weise über den Dachfirst des Frauengefängnisses wohl vor der doppelten Gefahr, entweder als politische Häftlinge in letzter Kriegsstunde liquidiert zu werden oder wie andere „zur Bewährung als Deutsche“ noch in einen todbringenden Fronteinsatz gepresst zu werden. In notdürftig umgearbeiteter Häftlingskleidung durchstreiften beide – in steter Gefahr aufzufliegen – Straßenzüge Lichtenbergs und Neuköllns auf langer, vergeblicher Suche nach einem Unterschlupf bei Bekannten, die entweder nicht vor Ort oder deren Wohnungen ausgebombt waren. Schließlich ergab sich – bei Gefahr, ein ganzes konspiratives Untergrundnetz auffliegen zu lassen – eine Zuflucht in Neukölln für eine Nacht, und eine weitere Nacht bei einem Onkel Hankes. Danach musste sich Honecker allein durch die ihm fremde Stadt schlagen und beschloss, sich am Wohnort Charlotte Schanuels und ihrer Mutter („Oma Grund“) in der Landsberger Straße 37 unweit des Frauengefängnisses zu verstecken. Nach einer Woche erschien aber auch dort seine Lage so unhaltbar, dass er, wohl aus Furcht vor Entdeckung und Auslieferung an die Gestapo, den Weg zurück ins Frauengefängnis antrat und dort, unterstützt von Charlotte Schanuel und dem zuständigen Staatsanwalt Kolb – der Honeckers Einsatz vom 26. Februar gewürdigt hatte – straflos wieder aufgenommen wurde.

### Befreiung, Kontakte zur kommunistischen Führung und erste Ehe
Als am 21. April 1945 bei der Schlacht um Berlin die Panzer der Roten Armee die östliche Stadtgrenze Berlins erreichten, verließ Honeckers Baukolonne das Frauengefängnis in Friedrichshain, um über das Zuchthaus Plötzensee den Rückweg nach Brandenburg-Görden anzutreten, wo sie am 23. April eintraf. Nach der Befreiung des Zuchthauses durch einen Panzer der Roten Armee am 27. April machte sich Honecker ohne Rücksicht auf seine kommunistischen Genossen unter den Häftlingen, die erst am Folgetag geschlossen zum Marsch nach Berlin aufbrachen, in Begleitung des Mithäftlings Alfred Perl auf den Weg zu Charlotte Schanuel und ihrer Mutter. Dieses Handeln abseits von Partei- und Genossensolidarität bereitete Honecker später innerparteiliche Schwierigkeiten und belastete sein Verhältnis zu ehemaligen Mithäftlingen. Gegenüber der Öffentlichkeit verfälschte Honecker das Geschehen in seinen Lebenserinnerungen und in Interviews.
Die beiden eilig Aufgebrochenen kamen nicht weit, sondern wurden von polnischen und sowjetischen Militärs aufgegriffen und in Richtung Brandenburg zurückgeführt, wo sich ihre Wege trennten. Honecker wurde nach eigenen Angaben Berater des Komsomolsekretärs der Armeeeinheit, die ihn abgefangen hatte, und begleitete diesen bei dienstlichen Fahrten unter anderem nach Oranienburg und Bernau bei Berlin, wo er am 4. Mai in die Freiheit entlassen wurde und zu Fuß über Berlin-Weißensee noch am Abend bei den Schanuels in der Landsberger Straße 37 ankam.

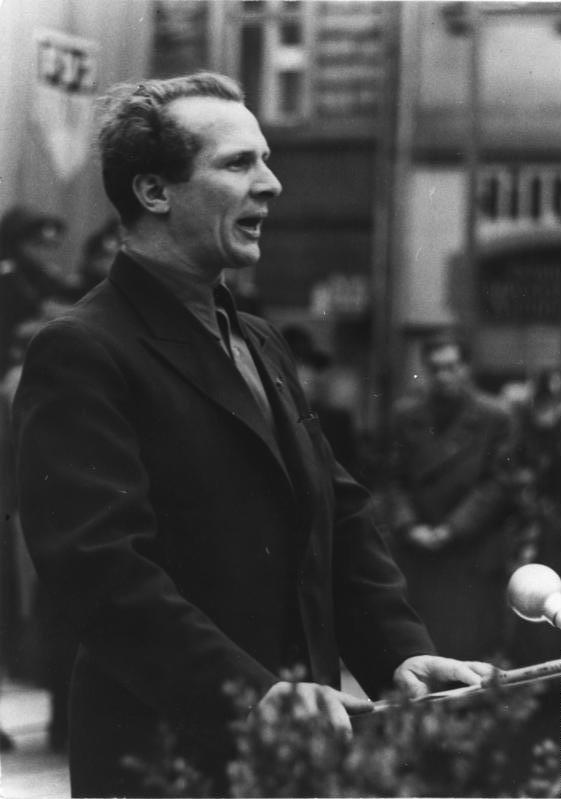
Honecker 1950 auf dem Dreiländertreffen der Jugend in Zittau

Erste politische Nachkriegsaktivitäten Honeckers galten nach eigener Auskunft der Sammlung von Mitgliedern der KPD und des Kommunistischen Jugendverbands vor Ort in Friedrichshain sowie der Beschaffung von Flaggen der Siegermächte zur Ausschmückung der Landsberger Straße anlässlich der deutschen Gesamtkapitulation am 8. Mai 1945. Zwei Tage später begegnete Honecker in der Politischen Hauptverwaltung der Roten Armee in Berlin-Lichtenberg zufällig Richard Gyptner, der ihn in die Gruppe Ulbricht einführte, wo er auch alte Bekannte wie Hans Mahle und Grete Keilson traf. Durch Waldemar Schmidt wurde er mit Walter Ulbricht bekannt gemacht. Über die zukünftige Funktion Honeckers fiel bis zum Sommer 1945 noch keine Entscheidung, da er sich einem Parteiverfahren stellen musste, das mit einer strengen Rüge endete. Zur Sprache kam dabei auch seine Flucht aus dem Zuchthaus Anfang 1945. Doch berief man ihn im April 1946 in den achtzigköpfigen Parteivorstand; bald darauf wurde er Gründungsvorsitzender der FDJ. Die Zwangsvereinigung von SPD und KPD im April 1946 begründete Honeckers Mitgliedschaft in der SED.
Wegen seiner Beziehung mit Charlotte Schanuel, die er zu verbergen suchte, blieb Honecker anders als die anderen Führungskader, die im Hauptquartier der Gruppe Ulbricht konzentriert waren, in der Landsberger Straße 37 wohnen. Am 23. Dezember 1946 fand auf dem Standesamt Berlin-Mitte die Eheschließung statt, bei der nicht etwa politische Gesinnungsfreunde Honeckers als Trauzeugen fungierten, sondern zwei Strafvollzugsaufseherinnen, Kolleginnen von Charlotte Schanuel. Doch bereits knapp ein halbes Jahr später verstarb Honeckers erste Frau am 6. Juni 1947 im St.-Joseph-Krankenhaus in Berlin-Weißensee.

## Karriere in der DDR

### Anlauf zur Macht
In der im Oktober 1949 gegründeten DDR setzte Honecker seine politische Karriere zielstrebig fort. Als FDJ-Vorsitzender organisierte er 1950, 1954 und 1964 die drei Deutschlandtreffen der Jugend in Ost-Berlin und wurde einen Monat nach dem ersten Deutschlandtreffen als Kandidat ins Politbüro des ZK der SED aufgenommen. Er war ein ausgesprochener Gegner kirchlicher Jugendgruppen. In den innerparteilichen Auseinandersetzungen nach dem Aufstand vom 17. Juni 1953 stellte er sich gemeinsam mit Hermann Matern offen an die Seite Ulbrichts, den die Mehrheit des Politbüros um Rudolf Herrnstadt zu stürzen versuchte. Fortan genoss er Ulbrichts Vertrauen. Am 27. Mai 1955 gab er den FDJ-Vorsitz an Karl Namokel ab.
Von 1955 bis 1957 hielt er sich zu Schulungszwecken in Moskau auf und erlebte den XX. Parteitag der KPdSU einschließlich der Geheimrede Chruschtschows zur Entstalinisierung mit. Nach seiner Rückkehr wurde er 1958 Mitglied des Politbüros, wo er die Verantwortung für Militär- und Sicherheitsfragen übernahm, und 1960 Sekretär des Nationalen Verteidigungsrates der DDR (NVR). Als Sekretär für Sicherheitsfragen des ZK der SED war er der maßgebliche Organisator des Baus der Berliner Mauer im August 1961 und trug in dieser Funktion den Schießbefehl an der innerdeutschen Grenze mit.
Auf dem 11. Plenum des ZK der SED, das im Dezember 1965 tagte, griff er als einer der Wortführer verschiedene Kulturschaffende wie die Regisseure Kurt Maetzig und Frank Beyer scharf an, denen er „Unmoral“, „Dekadenz“, „spießbürgerlichen Skeptizismus“ und „Staatsfeindlichkeit“ vorwarf. In diese Kritik bezog er auch einige kulturpolitisch Verantwortliche der SED mit ein, ohne sie allerdings namentlich zu nennen: Sie hätten „keinen prinzipiellen Kampf gegen die […] aufgezeigten Erscheinungen geführt“. Das Plenum beendete die Ansätze einer kulturpolitischen Liberalisierung der DDR, die sich nach dem VI. Parteitag der SED im Januar 1963 gezeigt hatten.

### Machtübernahme 1971

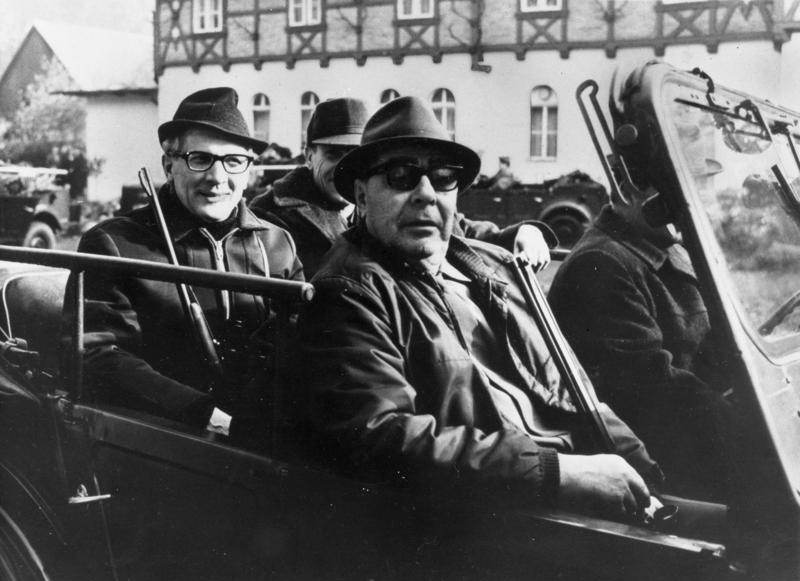
Erich Honecker (links) und Leonid Breschnew (Beifahrersitz) auf einem Jagdausflug, DDR (1971)

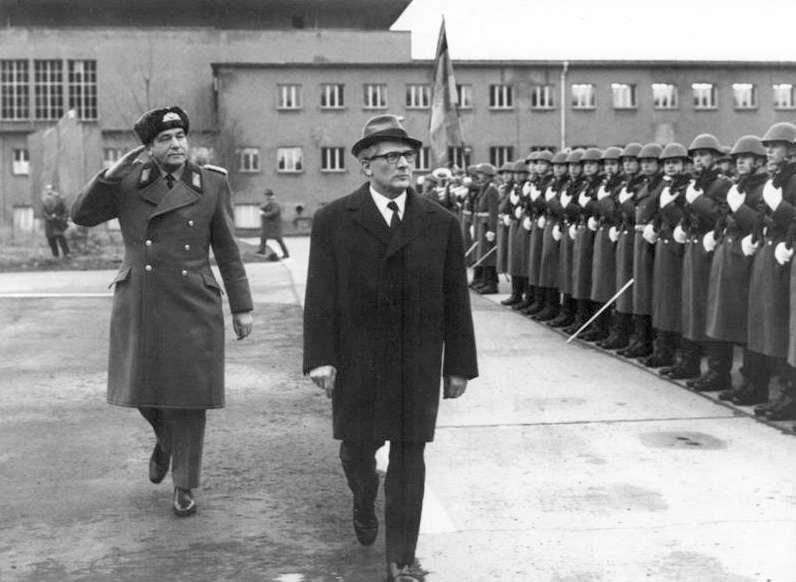
Erich Honecker beim Truppenbesuch, 1972

Walter Ulbricht suchte sich des aufstrebenden Machtrivalen noch vor dem VIII. Parteitag 1971 zu entledigen. Er ließ Honecker auf einer außerordentlichen Politbürositzung am 1. Juli 1970 überraschend von der inoffiziellen Funktion des Leiters des Sekretariats des ZK suspendieren. Erich Honecker wandte sich daraufhin hilfesuchend an den sowjetischen Parteiführer Leonid Breschnew, zu dem er ein gutes Verhältnis hatte. Dieser ließ daraufhin den Beschluss, der nicht mit ihm abgestimmt worden war, auf der Politbürositzung am 7. Juli 1970 rückgängig machen. Damit war die Machtfrage im Grunde entschieden. Nachdem sich Honecker nochmals der Unterstützung durch die sowjetische Führung vergewissert hatte, unterschrieben 13 von 20 Mitgliedern und Kandidaten des Politbüros einen unter Honeckers Federführung verfassten und auf den 21. Januar 1971 datierten Brief an Breschnew, in dem sie Ulbrichts Absetzung forderten.
Am 26. April 1971 fuhr Erich Honecker, begleitet von mit Maschinenpistolen bewaffneten Personen der „Hauptabteilung Personenschutz“, zum Sommersitz Ulbrichts nach Groß Dölln. Dort ließ er alle Tore und Ausgänge besetzen, die Telefonleitungen kappen und zwang Ulbricht, ein Rücktrittsgesuch an das Zentralkomitee zu unterschreiben. Als Vorwand für die Entmachtung wurden öffentlich gesundheitliche Probleme Ulbrichts angeführt.
Wirtschaftliche Probleme und Unmut in den Betrieben und in der Partei spielten eine große Rolle bei diesem Machtwechsel. Während Ulbricht mit dem Neuen Ökonomischen System der Planung und Leitung die Wirtschaftspolitik ins Zentrum gerückt hatte, um damit den Aufbau und die technologische und systemorientierte Weiterentwicklung der ökonomischen Basis voranzubringen, deklarierte Honecker die „Einheit von Wirtschafts- und Sozialpolitik“ zur Hauptaufgabe und leitete damit einen wirtschaftspolitischen Paradigmenwechsel ein.
Erich Honecker wurde am 3. Mai 1971 neuer Erster Sekretär des Zentralkomitees der SED (ab 1976 Generalsekretär). Er übernahm 1971 zudem den Vorsitz im Nationalen Verteidigungsrat. Am 29. Oktober 1976 wählte ihn die Volkskammer schließlich zum Vorsitzenden des Staatsrats.

### Machtstrukturen

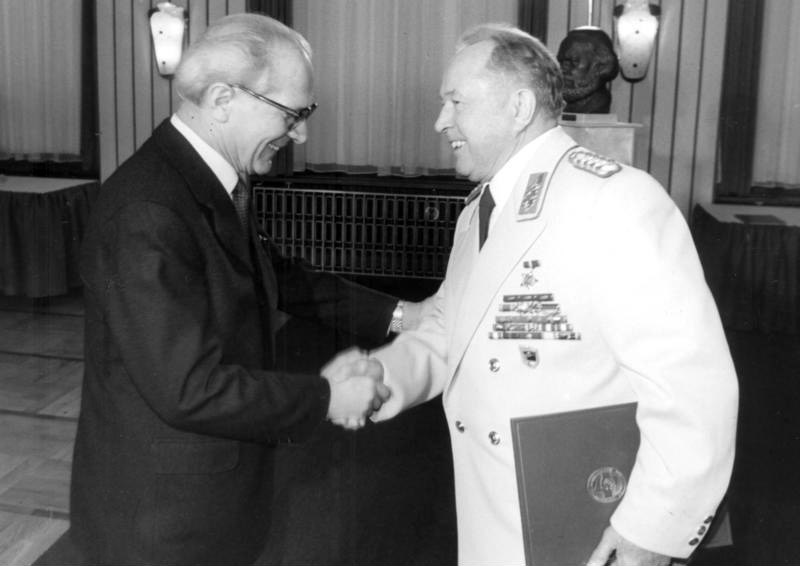
Erich Honecker (links) gratuliert Erich Mielke zum 30-jährigen Jubiläum des Ministeriums für Staatssicherheit (1980)

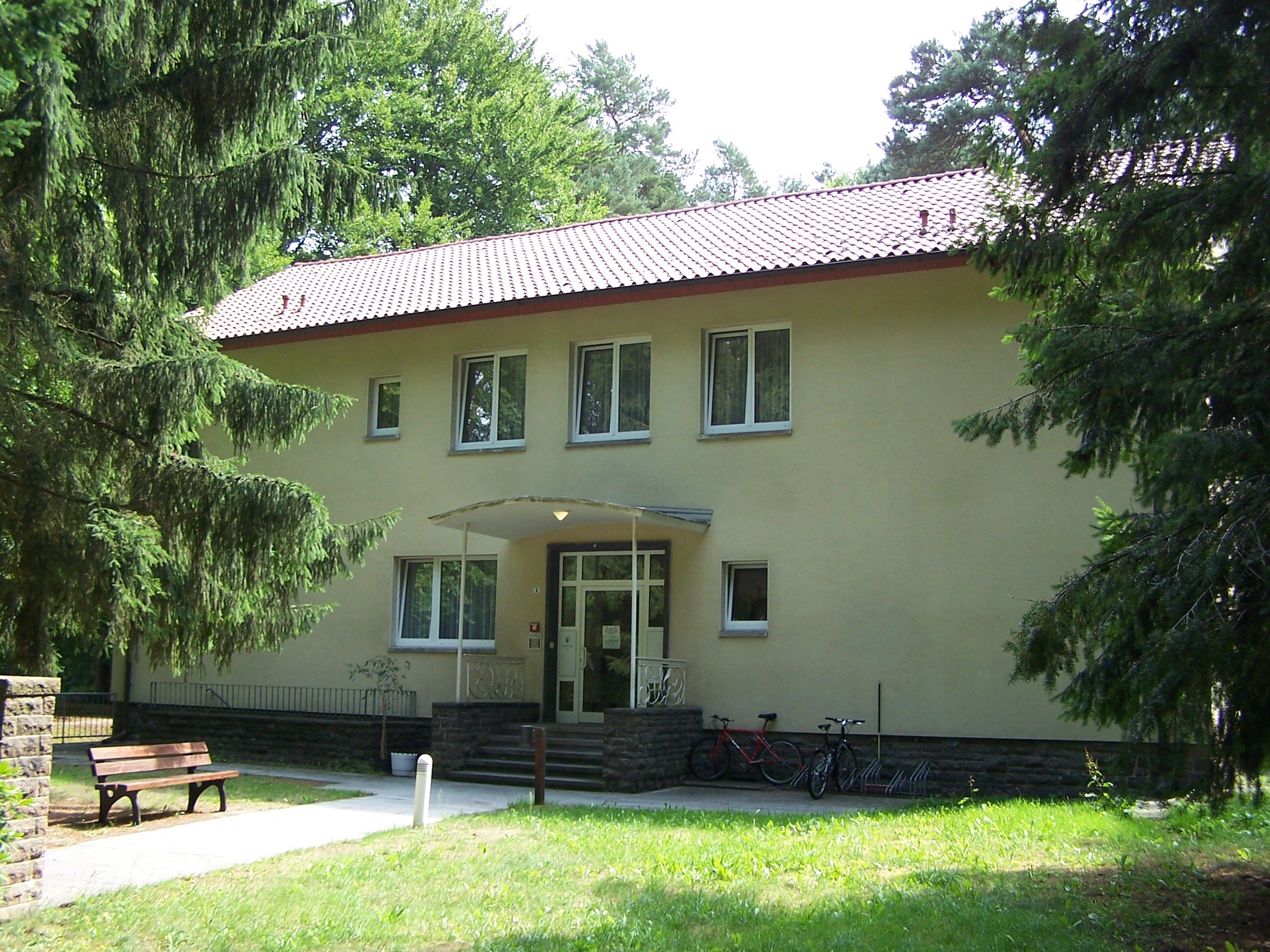
Waldsiedlung Wandlitz, das einst von Honecker bewohnte „Haus 11“

Damit hatte Erich Honecker die höchsten Staatsämter in Personalunion inne.
Von nun an entschied er gemeinsam mit dem SED-Chefideologen, Kurt Hager, dem ZK-Sekretär für Wirtschaftsfragen, Günter Mittag, und dem Minister für Staatssicherheit, Erich Mielke, alle maßgeblichen Fragen. Bis zum Oktober 1989 stand die „kleine strategische Clique“ aus diesen vier Männern unangefochten an der Spitze der herrschenden Klasse der DDR, der zunehmend vergreisenden Monopolelite der etwa 520 Staats- und Parteifunktionäre. Unter Honecker entwickelte sich das Politbüro rasch zu einem Kollektiv von kritiklosen, unterwürfigen Vollstreckern und Ja-Sagern. Eingaben von Bürgern ließ Honecker zügig beantworten, weshalb ihn Sabrow in Anlehnung an die Wendung Friedrichs II. vom „ersten Diener“ seines Staates als vermeintlich „obersten Kümmerer seines Staates“ bezeichnet hat.
Honeckers engster persönlicher Mitarbeiter war der ZK-Sekretär für Agitation und Propaganda, Joachim Herrmann. Mit ihm führte er tägliche Besprechungen über die Medienarbeit der Partei, in denen auch das Layout des Neuen Deutschlands und die Abfolge der Meldungen in der Aktuellen Kamera festgelegt wurden. Auf schlechte Nachrichten über den Zustand der Wirtschaft reagierte er, indem er etwa 1978 das Institut für Meinungsforschung schließen ließ.
Große Bedeutung maß Honecker auch dem Feld der Staatssicherheit bei, das er einmal in der Woche jeweils nach der Sitzung des Politbüros mit Erich Mielke durchsprach. Honeckers langjährige Sekretärin war Elli Kelm.

### Innenpolitischer Kurs
Innenpolitisch zeichnete sich anfangs eine Liberalisierungstendenz vor allem im Bereich der Kultur und Kunst ab. Diese stand möglicherweise auch im Zusammenhang mit den bevorstehenden X. Weltfestspielen der Jugend und Studenten 1973 in Ost-Berlin.
Nach dem Kölner Konzert von Wolf Biermann im November 1976 und den massenhaften Proteste gegen dessen darauf folgende Ausbürgerung reagierte Erich Honecker hart. Danach verließen zahlreiche Künstler das Land. Damit endete seine kulturpolitische Liberalisierungsphase.
Zudem setzte Erich Honecker sich auch für den weiteren Ausbau der Sicherungsanlagen an der innerdeutschen Staatsgrenze mit Selbstschussanlagen und den Schusswaffengebrauch bei Grenzdurchbruchsversuchen ein. 1974 sagte er dazu: „es sind die Genossen, die die Schußwaffe erfolgreich angewandt haben, zu belobigen.“
Wirtschaftspolitisch wurde unter Honecker die Zentralisierung der Wirtschaft mit umfangreichen Verstaatlichungen entscheidend fortgeführt. Einigen technischen Neuerungen stand er aus ideologischen Gründen skeptisch oder ablehnend gegenüber. Neuere ökonomische und systemtheoretische Erkenntnisse in den Bereichen Heuristik, ökonomische Kybernetik, Operationsforschung und Organisationsentwicklung wurden von ihm abgelehnt und verworfen, auch wenn damit erhebliche Nachteile in der wirtschaftlichen Entwicklung verbunden waren.
Die schwierige wirtschaftliche Lage zwang zur Aufnahme von Milliardenkrediten von der Bundesrepublik Deutschland, um den Lebensstandard halten zu können.
Am 31. Dezember 1982 versuchte der Ofensetzer Paul Eßling, die Autokolonne Honeckers zu rammen, was in westlichen Medien als Attentat dargestellt wurde.

### Außenpolitische Erfolge und internationale Kontakte
Erich Honecker erreichte bald nach seiner Machtübernahme die internationale Anerkennung der DDR durch den Grundlagenvertrag mit der Bundesrepublik Deutschland 1972 und die Aufnahme der DDR in die UNO 1973. Danach nahmen viele Länder diplomatische Beziehungen zur DDR auf. 1975 vertrat er die DDR bei der Konferenz über Sicherheit und Zusammenarbeit in Europa (KSZE) in Helsinki.
Honecker reiste zwischen 1971 und 1989 in 38 Länder, vor allem in die befreundeten sozialistischen Staaten und sozialistisch orientierte Staaten Asiens, Afrikas und Lateinamerikas. Außerdem empfing er Repräsentanten aus etwa 50 Ländern.
Wichtig waren für ihn aber auch Reisen in westliche Länder, von denen er sich wirtschaftliche Unterstützung und eine Anerkennung der DDR erhoffte.
Seine ersten Staatsbesuche in das westliche Ausland führten ihn 1980 nach Österreich und 1981 nach Japan.
1981 empfing er Bundeskanzler Helmut Schmidt am Werbellinsee.
Die Londoner Financial Times verglich die beiden:

„Wenn Helmut Schmidt, der westdeutsche Kanzler, zu Deutschlands besten Rednern gehört, so muss Erich Honecker einer der am wenigsten begabten sein. Sich seiner hohen Singsang-Stimme auszusetzen, die die Litanei der ostdeutschen Kommunistischen Partei beschwört, ohne auch nur einen Hauch von Emotion in seinem Gesicht, kann eine sterbenslangweilige Erfahrung sein.“

Honeckers Einschätzung, die DDR habe „wirtschaftlich Weltklasseniveau erreicht und gehöre zu den bedeutendsten Industrienationen der Welt“, kommentierte Schmidt später mit dem Verdikt vom „Mann von beschränkter Urteilskraft“.
Danach folgten Reisen in zahlreiche weitere Länder, darunter nach Italien (1985), Schweden (1986) und Frankreich (1988).

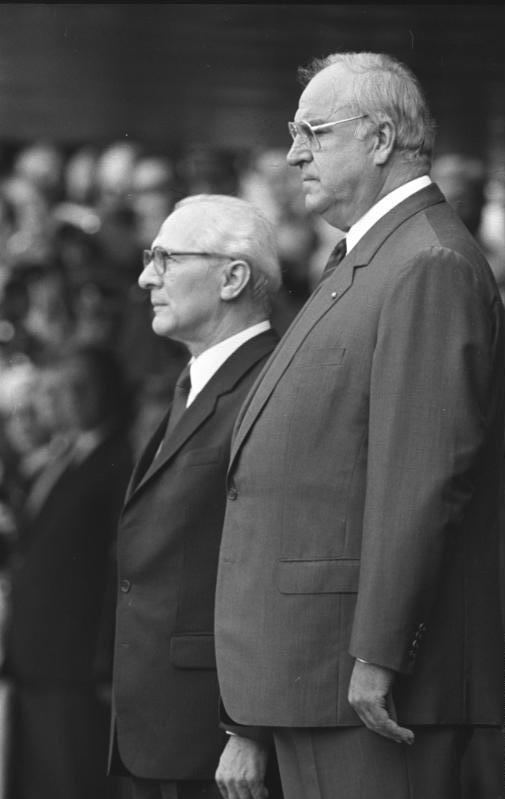
Bundeskanzler Helmut Kohl empfängt Honecker 1987 in Bonn

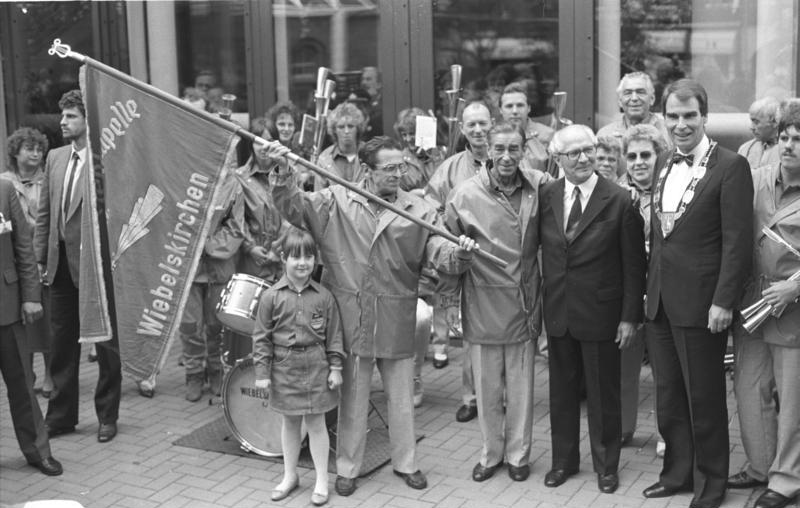
DDR-Staatsratsvorsitzender Honecker 1987 beim Besuch seines Geburtsorts im Saarland (rechts neben ihm Oberbürgermeister Peter Neuber)

Der Höhepunkt seines politischen Lebens war der Besuch in der Bundesrepublik Deutschland im September 1987, bei dem ihm fast alle protokollarischen Ehren eines Staatsoberhauptes durch die Regierung von Bundeskanzler Helmut Kohl erwiesen wurden. Er besuchte die Bundeshauptstadt Bonn, sowie Düsseldorf, Wuppertal (mit Engels-Haus), Essen, Trier (Geburtshaus Karl Marx), München und seinen Geburtsort Neunkirchen im Saarland.
In einer emotionalen Rede sagte Honecker in Wiebelskirchen: „… dann wird auch der Tag kommen, an dem Grenzen uns nicht mehr trennen, sondern Grenzen uns vereinen“. Diese Äußerung sorgte bei den Mitgliedern der DDR-Führung in Berlin für Irritationen und veranlasste den sowjetischen Botschafter in der DDR, Wjatscheslaw Iwanowitsch Kotschemassow, innerhalb von zwei Stunden zu einer Mitteilung nach Moskau, dass „Honecker seltsame Dinge von sich gebe“.
Honeckers großes Ziel, das er aber nicht mehr erreichte, war ein offizieller Besuch in den USA. Er hatte dafür in den letzten Jahren der DDR auf ein positives Verhältnis zum Jüdischen Weltkongress als möglichem „Türöffner“ gesetzt.

### Reformunwilligkeit
Erich Honecker setzte innenpolitisch einen relativ restriktiven Kurs durch, wenn er die „Machtfrage“ gefährdet sah. Die betraf auch Anliegen der unabhängigen Friedensbewegung in der DDR.
Der geänderten sowjetischen Politik unter Michail Gorbatschow stand er ablehnend gegenüber. Dieser sondierte deshalb 1987, ob nicht ein Machtwechsel in der DDR möglich sei. 1988 wurden einige sowjetische Filme und die Zeitschrift „Sputnik“ in der DDR verboten. Stattdessen verlieh Erich Honecker dem rumänischen Staats- und Parteichef Nicolae Ceaușescu wenige Tage danach den Karl-Marx-Orden, da dieser der wichtigste Partner im Widerstand gegen die sowjetische Reformpolitik war. Im Juni 1989 begrüßte er die Niederschlagung der Demokratiebewegung in der Volksrepublik China durch das Tian’anmen-Massaker in Peking.
Den wachsenden Unmut in der Bevölkerung und auch bei vielen Parteimitgliedern nahm er nicht wahr.

## Sturz und Rücktritt
Auf dem Gipfeltreffen des Warschauer Paktes in Bukarest am 7. und 8. Juli 1989 im Rahmen des „Politisch-Beratenden Ausschusses“ der Staaten des Warschauer Paktes gab der sowjetische Staats- und Parteichef Michail Gorbatschow die bisherige Breschnew-Doktrin der begrenzten Souveränität der Mitgliedsstaaten auf und verkündete die „Freiheit der Wahl“: Die Beziehungen untereinander sollten künftig „auf der Grundlage der Gleichheit, Unabhängigkeit und des Rechtes eines jeden Einzelnen, selbstständig seine eigene politische Linie, Strategie und Taktik ohne Einmischung von außen auszuarbeiten“ entwickelt werden. Die sowjetische Bestandsgarantie für die Mitgliedsstaaten war damit in Frage gestellt. Erich Honecker wurde am Abend des 7. Juli 1989 mit schweren Gallenkoliken in das rumänische Regierungskrankenhaus eingeliefert und musste dann sofort nach Berlin ausgeflogen werden. Im Regierungskrankenhaus Berlin-Buch entfernte man ihm am 18. August 1989 die Gallenblase und einen Abschnitt des Dickdarms. Während der Operation wurde ein Nierentumor entdeckt, doch die Ärzte wagten es nicht, Honecker darüber zu unterrichten.
Erst im September 1989 tauchte Honecker abgemagert und vergreist wieder im Politbüro auf. Währenddessen leitete Günter Mittag die wöchentlichen Sitzungen des Politbüros. Lediglich im August 1989 nahm Honecker einige Termine wahr. So zitierte er am 14. August 1989 bei der Übergabe der ersten Funktionsmuster von 32-Bit-Prozessoren durch das Kombinat Mikroelektronik Erfurt den Slogan: „Den Sozialismus in seinem Lauf hält weder Ochs noch Esel auf.“
Aber in den Städten der DDR wuchsen Zahl und Größe der Demonstrationen, und auch die Zahl der DDR-Flüchtlinge über die bundesdeutschen Botschaften in Prag und Budapest und über die Grenzen der „sozialistischen Bruderstaaten“ nahm stetig zu; monatlich waren es mehrere Zehntausend. Die ungarische Regierung öffnete am 19. August 1989 zunächst an einer Stelle und am 11. September 1989 überall die Grenze zu Österreich, die von Zehntausenden von DDR-Bürgern zur Flucht in die Bundesrepublik genutzt wurde. Die ČSSR erklärte den Zustrom der DDR-Flüchtlinge für inakzeptabel. Am 3. Oktober 1989 schloss die DDR faktisch ihre Grenzen zu den östlichen Nachbarn, indem sie den visafreien Reiseverkehr in die ČSSR aussetzte; ab dem nächsten Tag wurde diese Maßnahme auch auf den Transitverkehr nach Bulgarien und Rumänien ausgedehnt. Nun war die DDR nicht nur wie bisher durch den Eisernen Vorhang nach Westen abgeriegelt, sondern auch noch gegenüber den meisten Staaten des Ostblocks. Proteste von DDR-Bürgern bis hin zu Streikandrohungen aus den grenznahen Gebieten zur ČSSR waren die Folge.
Am 6. und 7. Oktober 1989 fanden die Staatsfeierlichkeiten zum 40. Jahrestag der DDR in Anwesenheit von Michail Gorbatschow statt, der mit „Gorbi, Gorbi, hilf uns“-Rufen begrüßt wurde.
Am Ende einer Krisensitzung am 10. und 11. Oktober 1989 forderte das SED-Politbüro Honecker auf, bis Ende der Woche einen Lagebericht abzugeben, der geplante Staatsbesuch in Dänemark wurde abgesagt und eine Erklärung veröffentlicht, die Egon Krenz gegen den Widerstand Honeckers durchgesetzt hatte. Ebenfalls überwiegend auf Initiative von Krenz folgten in den nächsten Tagen Besprechungen und Sondierungen zu einem Rücktritt Honeckers. Krenz sicherte sich die Unterstützung von Armee und Staatssicherheit und arrangierte ein Treffen zwischen Michail Gorbatschow und Politbüromitglied Harry Tisch, der den Kremlchef am Rande eines Moskaubesuchs einen Tag vor der Sitzung über die geplante Absetzung Honeckers informierte. Gorbatschow wünschte viel Glück, das Zeichen, auf das Krenz und die anderen gewartet hatten. Auch SED-Chefideologe Kurt Hager flog am 12. Oktober 1989 nach Moskau und besprach mit Gorbatschow die Modalitäten der Honecker-Ablösung. Hans Modrow dagegen wich einer Anwerbung aus.
Die für Ende November 1989 geplante 9. Tagung des ZK nach dem XI. Parteitag wurde auf Mitte Oktober vorgezogen, dringendster Tagesordnungspunkt: die Zusammensetzung des Politbüros. Das Politbüro sollte dazu am 17. Oktober jene Vorschläge ausarbeiten, die nachher bei der Tagung des ZK formell zu beschließen waren.
In dieser Situation versuchten Krenz und Erich Mielke am Abend des 16. Oktober per Telefon, weitere Politbüromitglieder für die Absetzung Honeckers zu gewinnen.
Zu Beginn der Sitzung des Politbüros am Dienstag, dem 17. Oktober 1989 fragte Honecker routinemäßig: „Gibt es noch Vorschläge zur Tagesordnung?“ Willi Stoph meldete sich und schlug als ersten Punkt der Tagesordnung vor: „Entbindung des Genossen Honecker von seiner Funktion als Generalsekretär und Wahl von Egon Krenz zum Generalsekretär“. Honecker schaute zuerst regungslos, fasste sich aber rasch wieder: „Gut, dann eröffne ich die Aussprache.“ Nacheinander äußerten sich alle Anwesenden, doch keiner machte sich für Honecker stark. Günter Schabowski erweiterte sogar den Antrag und forderte die Absetzung Honeckers auch als Staatsratsvorsitzender und Vorsitzender des Nationalen Verteidigungsrates. Auch Günter Mittag rückte von ihm ab. Alfred Neumann wiederum forderte die Ablösung von Günter Mittag und Joachim Herrmann. Angeblich soll Erich Mielke schließlich Honecker für fast alle aktuellen Missstände in der DDR verantwortlich gemacht und Honecker schreiend gedroht haben, kompromittierende Informationen, die er besitze, herauszugeben, falls Honecker nicht zurücktrete. Nach drei Stunden fiel der einstimmige Beschluss des Politbüros. Honecker votierte, wie es Brauch war, für seine eigene Absetzung. Dem ZK der SED wurde vorgeschlagen, bei seiner Tagung am nächsten Tag Honecker, Mittag und Herrmann von ihren Funktionen zu entbinden.
Bei der 9. Tagung des ZK nach dem XI. Parteitag am 18. Oktober 1989 waren 206 Mitglieder und Kandidaten anwesend. Lediglich 16 fehlten, darunter Margot Honecker. Das ZK folgte, wie es üblich war, auch diesmal der Empfehlung des Politbüros. Die einzige Gegenstimme kam von der 81-jährigen Hanna Wolf, der früheren Direktorin der Parteihochschule „Karl Marx“. Öffentlich hieß es nach dem Beschluss des ZK: „Das ZK hat der Bitte Erich Honeckers entsprochen, ihn aus gesundheitlichen Gründen von der Funktion des Generalsekretärs, vom Amt des Staatsratsvorsitzenden und von der Funktion des Vorsitzenden des Nationalen Verteidigungsrates der DDR zu entbinden.“ Egon Krenz wurde per Akklamation einstimmig zum neuen Generalsekretär der SED gewählt. Am 20. Oktober 1989 musste auch Margot Honecker von ihren Ämtern zurücktreten.

## Privatleben
Honecker war dreimal verheiratet. Nachdem Gertrud Margarete Charlotte Schanuel, geb. Drost (* 30. April 1903 in Berlin) im Juni 1947 an den Folgen eines Hirntumors verstorben war, kam er seiner FDJ-Stellvertreterin Edith Baumann bei einer Moskau-Reise im Sommer 1947 näher. Sie heirateten im Dezember 1949; die gemeinsame Tochter Erika wurde 1950 geboren. Diese heiratete später den deutlich älteren Diplomaten Karl Wildau, der die DDR als Botschafter in mehreren Ländern vertrat.
Im Dezember 1949 hatte Honecker in Moskau Margot Feist, die Leiterin der Pionierorganisation Ernst Thälmann, anlässlich der Feier zum 70. Geburtstag Josef Stalins näher kennengelernt und begann mit ihr eine Affäre. Nachdem sie im Dezember 1952 eine uneheliche Tochter, Sonja (1952–2022), von Honecker bekommen hatte, erfolgte 1953 unter Druck Ulbrichts die Scheidung Honeckers von Edith Baumann. Baumann, die mehr an Honecker hing als er an ihr, hatte zuvor Ulbricht in einem Brief ersucht, das Eindringen von Margot Feist in die Ehe mit Honecker zu unterbinden. Honecker ging erst Jahre später seine dritte Ehe mit Margot Feist ein.
Sonja Honecker heiratete den Chilenen Leonardo Yáñez Betancourt. Das Paar bekam einen Sohn, den 1974 geborenen Roberto Yáñez Betancourt, sowie eine Tochter, die 1988 geborene Vivian. Eine weitere Enkelin, Mariana, starb 1988 im Alter von zwei Jahren in Berlin, was Honecker laut Sabrow schwer traf. 1993 wurde die Ehe geschieden. Sein Enkel Roberto schildert Honecker als fürsorglichen Großvater, der die Wochenenden regelmäßig mit seinem Enkel verbrachte und viel mit ihm unternahm. Margot Honecker starb 22 Jahre nach ihrem Mann im Exil in Santiago de Chile; ihre Enkel leben weiterhin in dem südamerikanischen Land.
Honeckers Hobby war die Jagd (vgl. Jagd in der DDR). Er war passionierter Jäger geworden, nachdem Klement Gottwald ihm noch als FDJ-Chef ein Jagdgewehr geschenkt hatte. Bald nach seinem Amtsantritt im Politbüro richtete Honecker die Inspektion Staatsjagd ein, eine Arbeitsgruppe, die zentral Bauvorhaben und Einweisungen der Jagdgäste in den Staatsjagd- und Diplomatenjagdgebieten vornahm. Das Jagdhaus Hubertusstock in der Schorfheide wurde Schauplatz von Besuchen westlicher Politiker und Manager. Seine eigene Jagdresidenz wurde das Jagdhaus Wildfang, in dem er mehrere Male pro Woche war. Honeckers Jagdpassion stand in Aufwand und Ausübung der Jagd in der systemübergreifenden Tradition – in der Schorfheide insbesondere in der von Wilhelm II. und Hermann Göring; er ging zuletzt am 8. November 1989 zur Jagd.

## Aus meinem Leben
Unter dem Titel Aus meinem Leben erschienen 1980 Honeckers Memoiren, ein bis dahin in der DDR beispielloser Vorgang. Denn bei einem Vertreter der kommunistischen Idee in politischer Führungsfunktion hatte das Persönliche üblicherweise gegenüber seinen Aufgaben und der Rolle der Partei zurückzutreten. Für eine solche Publikation mochte aus Sicht der SED-Führung sprechen, „dass alle Mittel der Diskurskontrolle des SED-Staats nicht gereicht hatten, um die umlaufenden Versionen und verstreut dokumentierten Zeitzeugenerinnerungen in eine kohärente Lebenserzählung Erich Honeckers zu integrieren und die sich zwischen ihnen auftuenden Widersprüche glaubwürdig aufzulösen“.
Den Anstoß für das Projekt gab der britische Printmedien-Unternehmer Robert Maxwell, der für eine Publikationsreihe Leaders of the World zuvor bereits autobiographisch angelegte Porträts von Leonid Breschnew und Morarji Desai herausgebracht hatte und Jimmy Carter und Helmut Schmidt als weitere Autoren ankündigte. Breschnew als Vorreiter machte den ansonsten kaum akzeptablen westlichen Verlag für den SED-Parteiapparat salonfähig, zumal die Medienpolitik in der Ära Honecker vermehrt auf die internationale Öffentlichkeit zielte und sich damit zugleich ihrer eigenen Glaubwürdigkeit versicherte „durch Bezugnahme auf den westlichen Gegner, dessen Denken sie unablässig als irreführend bekämpfte“.
Mit der Ausarbeitung der einzelnen Buchkapitel war das Institut für Marxismus-Leninismus (IML) beauftragt, wobei jeweils fertige Teile Honecker vorzulegen waren, der nur die Kapitel zur eigenen Jugendgeschichte bis zum Kriegsende selbst verfasste. So trugen letztlich nur die ersten neun von vierunddreißig Kapiteln des Werkes „nach Erzählhaltung und Schreibstil den Charakter persönlicher Erinnerungen, während sich die übrigen Abschnitte kaum verhüllt als eben die thematischen Rechenschaftsberichte des Parteiapparats zu unterschiedlichen Politikfeldern präsentierten, die sie ja tatsächlich auch waren“.

## Nach der Entmachtung

### Strafverfolgung und Flucht nach Moskau
Die Volkskammer der DDR setzte Mitte November 1989 einen Ausschuss zur Untersuchung von Korruption und Amtsmissbrauch ein, dessen Vorsitzender am 1. Dezember 1989 Bericht erstattete. Er warf den bisherigen SED-Machthabern umfassenden Missbrauch öffentlicher Ämter zu privaten Zwecken vor. Zudem habe Honecker seit 1978 jährliche Zuwendungen von rund 20.000 Mark durch die Bauakademie der DDR erhalten. Die Staatsanwaltschaft der DDR leitete daraufhin strafrechtliche Ermittlungen gegen 30 ehemalige DDR-Spitzenfunktionäre ein, unter ihnen zehn Mitglieder des Politbüros. Die meisten davon kamen in Untersuchungshaft, so am 3. Dezember 1989 auch Honeckers Wandlitzer Nachbarn Günter Mittag und Harry Tisch wegen persönlicher Bereicherung und Vergeudung von Volksvermögen. Am selben Tag wurde Honecker vom ZK aus der SED ausgeschlossen. Er schloss sich daraufhin der 1990 neu gegründeten „Kommunistischen Partei Deutschlands“ an, deren Mitglied er von 1992 bis zu seinem Tod war.
Am 30. November 1989 wurde dem Ehepaar Honecker die Wohnung in Wandlitz gekündigt und am 7. Dezember 1989 durchsucht. Wegen der aufgeheizten Stimmung lehnten die Honeckers ein Wohnungsangebot am Bersarinplatz ab, beschwerten sich aber mehrfach, man habe sie obdachlos gemacht.
Am 5. Dezember 1989 wurde auch gegen ihn ein Ermittlungsverfahren eingeleitet. Honecker sei „verdächtig, seine Funktion als Vorsitzender des Staatsrates und des Nationalen Verteidigungsrates der DDR und seine angemaßte politische und ökonomische Macht als Generalsekretär des ZK der SED missbraucht“ und „seine Verfügungsbefugnisse als Generalsekretär des ZK der SED zum Vermögensvorteil für sich und andere missbraucht zu haben“. Federführend war bis Januar 1990 das Amt für Nationale Sicherheit (AfNS) der DDR, also der Nachfolger der Stasi, das hierzu einen „Maßnahmeplan im Ermittlungsverfahren gegen Erich Honecker“ erarbeitet hatte, später betrieb die Abteilung für Wirtschaftsstrafsachen beim Generalstaatsanwalt der DDR das Verfahren.
Am 6. Januar 1990 erfuhr Honecker nach einer erneuten Untersuchung durch eine Ärztekommission aus den Abendnachrichten der Aktuellen Kamera des DDR-Fernsehens, dass er Nierenkrebs hatte. Am 10. Januar 1990 entfernte der Urologe Peter Althaus einen pflaumengroßen Nierentumor. Am Abend des 28. Januar 1990 wurde Honecker in seinem Krankenzimmer der Charité festgenommen, am nächsten Tag in das Haftkrankenhaus des Gefängnisses Berlin-Rummelsburg eingeliefert und nach einem Tag wegen Haftunfähigkeit entlassen. Seit seiner Entmachtung erhielt er Unterstützung von Jassir Arafat; spätestens ab der Einlieferung ins Krankenhaus Anfang 1990 unterstützte die PLO ihn mit Geldspenden.
Rechtsanwalt Wolfgang Vogel wandte sich im Auftrag Honeckers an die Evangelische Kirche in Berlin-Brandenburg und bat um Hilfe. Pastor Uwe Holmer, Leiter der Hoffnungstaler Anstalten in Lobetal bei Bernau, bot daraufhin dem Ehepaar Unterkunft in seinem Pfarrhaus an. Althaus fuhr es noch am Abend des 30. Januar 1990 dorthin. Schon am selben Tag kam es zu Kritik und später zu Demonstrationen gegen die kirchliche Hilfe für das Ehepaar Honecker, da dieses Christen, die sich nicht dem SED-Regime angepasst hätten, benachteiligt hätte. Das Ehepaar wohnte dennoch – abgesehen von einer Unterbringung in einem Ferienhaus in Lindow, die im März 1990 schon nach einem Tag wegen politischer Proteste abgebrochen werden musste – bis zum 3. April 1990 weiter bei Holmers. Dann siedelte das Ehepaar Honecker in das sowjetische Militärhospital bei Beelitz über. Bei erneuten Untersuchungen auf Haftfähigkeit stellten dort die Ärzte bei Honecker die Verdachtsdiagnose eines bösartigen Lebertumors. Am 2. Oktober 1990, dem Vorabend der Deutschen Wiedervereinigung, wurden die wirtschaftsstrafrechtlichen Ermittlungsakten im Fall Erich Honecker von der Generalstaatsanwaltschaft der DDR an die der Bundesrepublik übergeben. Am 30. November 1990 erließ das Amtsgericht Tiergarten einen weiteren Haftbefehl gegen Honecker wegen des Verdachts, dass er den Schießbefehl an der innerdeutschen Grenze 1961 verfügt und 1974 bekräftigt habe. Der Haftbefehl war aber nicht vollstreckbar, da Honecker sich in Beelitz unter dem Schutz sowjetischer Stellen befand. Am 13. März 1991 wurde das Ehepaar nach vorheriger Information des Bundeskanzlers Kohl durch den sowjetischen Staatspräsidenten Gorbatschow mit einem sowjetischen Militärflugzeug von Beelitz nach Moskau ausgeflogen.

### Auslieferung nach Deutschland
Das Kanzleramt war durch die sowjetische Diplomatie über die bevorstehende Ausreise der Honeckers nach Moskau informiert worden. Die Bundesregierung beschränkte sich aber öffentlich auf den Protest, es liege bereits ein Haftbefehl vor, daher verstoße die Sowjetunion gegen die Souveränität der Bundesrepublik Deutschland und damit gegen Völkerrecht. Allerdings war zu diesem Zeitpunkt der Zwei-plus-Vier-Vertrag, der Deutschland die volle Souveränität zuerkennen sollte, vom Obersten Sowjet noch nicht ratifiziert. Erst am 15. März 1991 trat der Vertrag mit der Hinterlegung der sowjetischen Ratifizierungsurkunde beim deutschen Außenminister offiziell in Kraft. Von diesem Augenblick an wuchs der deutsche Druck auf Moskau, Honecker zu überstellen.
Zwischen Michail Gorbatschow und Honecker bestand ohnehin ein seit Jahren stetig schlechter werdendes Verhältnis, die UdSSR befand sich in der Auflösung. Den Augustputsch in Moskau überstand Gorbatschow nur geschwächt. Der neue starke Mann, Boris Jelzin, Präsident der sowjetischen Teilrepublik Russland, verbot die KPdSU, deren Generalsekretär Gorbatschow war. Am 25. Dezember 1991 trat Gorbatschow als Präsident der Sowjetunion zurück. Die russische Regierung unter Jelzin forderte Honecker im Dezember 1991 auf, das Land zu verlassen, da andernfalls die Abschiebung erfolge. Am 11. Dezember 1991 flüchteten die Honeckers daher in die chilenische Botschaft in Moskau. Nach Erinnerung Margot Honeckers hatten zwar auch Nordkorea und Syrien Asyl angeboten, von Chile erhoffte man sich aber besonderen Schutz: Nach dem Militärputsch von 1973 unter Augusto Pinochet hatte die DDR unter Honecker vielen Chilenen, auch dem Botschafter Clodomiro Almeyda, Exil in der DDR gewährt, und Honeckers Tochter Sonja war mit einem Chilenen verheiratet. In Anspielung auf die DDR-Flüchtlinge in den bundesdeutschen Botschaften in Prag und Budapest wurde das Ehepaar Honecker ironisch „letzte Botschaftsflüchtlinge der DDR“ genannt. Chile allerdings wurde durch eine links-bürgerliche Koalition regiert, und die deutsche Bundesregierung äußerte, wenn Russland und Chile ihren Anspruch einlösen wollten, Rechtsstaaten zu sein, müsste Honecker, da mit Haftbefehl in Deutschland gesucht, in die Bundesrepublik überstellt werden. Am 22. Juli begründete der deutsche Botschafter Klaus Blech im russischen Außenministerium: „Nach Auffassung der deutschen Regierung verstößt die widerrechtliche Verbringung von Herrn Honecker gegen den Vertrag über die Bedingungen des befristeten Aufenthalts und die Modalitäten des planmäßigen Abzugs der sowjetischen Truppen aus dem Gebiet der Bundesrepublik Deutschland und gegen allgemeines Völkerrecht, weil sie dazu diente, eine wegen Anstiftung zur mehrfachen vorsätzlichen Tötung durch Haftbefehl gesuchte Person der Strafverfolgung zu entziehen.“
Allerdings war der bei Honecker bereits in Beelitz erhobene Verdacht auf Leberkrebs im Februar 1992 in Moskau durch eine Ultraschall-Untersuchung mit dem Befund „herdförmiger Befall der Leber – Metastase“ bestärkt worden. Drei Wochen später aber soll die grundsätzlich zuverlässigere Untersuchung durch ein Computertomogramm ergeben haben: „Werte für einen herdförmigen Befall der Leber wurden nicht festgestellt“. Nun wurde über Honecker verbreitet, er sei ein Simulant. Drei Tage später verkündete der russische Justizminister Fjodorow im deutschen Fernsehen, Honecker werde nach Deutschland überstellt, sobald er die Botschaft verlassen habe. Am 7. März 1992 hieß es, die chilenische Regierung korrigiere ihre Haltung im Fall Honecker, Botschafter Almeyda sei zur Berichterstattung nach Santiago beordert, man sei verärgert über seinen Versuch, mit offenbar manipulierten Berichten über den todkranken Honecker dessen Einreise nach Chile zu erreichen. Almeyda wurde von seinem Posten abberufen. Zwar protestierte am 18. März 1992 eine Gruppe von Ärzten aus dem russischen Parlament und machte geltend, es sei die März-Diagnose, die manipuliert worden sei. Aber für die Öffentlichkeit schien Honeckers altersgerecht guter Allgemeinzustand gegen eine Krebserkrankung zu sprechen. Im Juni 1992 sicherte der chilenische Präsident Patricio Aylwin schließlich Bundeskanzler Helmut Kohl zu, Honecker werde die Botschaft in Moskau verlassen. Die Russen ergänzten, sie sähen „keinen Grund“, von ihrer Entscheidung von Dezember 1991 abzurücken, „wonach Honecker nach Deutschland zurückzukehren hat“. Am 29. Juli 1992 wurde Erich Honecker nach Berlin ausgeflogen, wo er verhaftet und in die Justizvollzugsanstalt Moabit gebracht wurde. Margot Honecker dagegen reiste per Direktflug der Aeroflot von Moskau nach Santiago de Chile, wo sie zunächst bei ihrer Tochter Sonja unterkam und bis zu ihrem Tod am 6. Mai 2016 lebte.

### Strafverfolgung
Am 29. Juli 1992 wurde Honecker im Krankenhaus der Berliner Vollzugsanstalten in Berlin-Moabit in Untersuchungshaft genommen.
Die Schwurgerichtsanklage vom 12. Mai 1992 warf ihm vor, als Vorsitzender des Staatsrats und des Nationalen Verteidigungsrates der DDR gemeinsam mit mehreren Mitangeklagten, unter anderem Erich Mielke, Willi Stoph, Heinz Keßler, Fritz Streletz und Hans Albrecht, in der Zeit von 1961 bis 1989 am Totschlag von insgesamt 68 Menschen beteiligt gewesen zu sein, indem er insbesondere als Mitglied des NVR angeordnet habe, die Grenzanlagen um West-Berlin und die Sperranlagen zur Bundesrepublik auszubauen, um ein Passieren unmöglich zu machen. Insbesondere zwischen 1962 und 1980 habe er mehrfach Maßnahmen und Festlegungen zum weiteren pioniertechnischen Ausbau der Grenze durch Errichtung von Streckmetallzäunen zur Anbringung der Selbstschussanlagen und der Schaffung von Sicht- und Schussfeld entlang der Grenzsicherungsanlagen getroffen, um Grenzdurchbrüche zu verhindern. Außerdem habe er im Mai 1974 in einer Sitzung des NVR dargelegt, der pioniermäßige Ausbau der Staatsgrenze müsse weiter fortgesetzt werden, überall müsse ein einwandfreies Schussfeld gewährleistet werden und nach wie vor müsse bei Grenzdurchbruchsversuchen von der Schusswaffe rücksichtslos Gebrauch gemacht werden. „Die Genossen, die die Schusswaffe erfolgreich angewandt haben“, seien „zu belobigen“.
Diese Anklage wurde durch Beschluss des Landgerichts Berlin vom 19. Oktober 1992 unter Eröffnung des Hauptverfahrens zugelassen. Am gleichen Tag wurde das Verfahren hinsichtlich 56 der angeklagten Fälle abgetrennt, deren Verhandlung zurückgestellt wurde. Die verbliebenen 12 Fälle waren Gegenstand der am 12. November 1992 begonnenen Hauptverhandlung. Ebenfalls am 19. Oktober 1992 erließ die Strafkammer einen Haftbefehl hinsichtlich der verbliebenen zwölf Fälle.
Eine zweite Anklageschrift vom 12. November 1992 legte Honecker zur Last, in der Zeit von 1972 bis Oktober 1989 Vertrauensmissbrauch in Tateinheit mit Untreue zum Nachteil sozialistischen Eigentums begangen zu haben. Es handelte sich hierbei um Vorgänge im Zusammenhang mit der Versorgung und Betreuung der Waldsiedlung Wandlitz. In diesem Zusammenhang erging am 14. Mai 1992 ein weiterer Haftbefehl.
Der Prozess hatte nach Ansicht vieler Juristen einen ungewissen Ausgang, da umstritten war, nach welchen Gesetzen der Staatschef der untergegangenen DDR eigentlich verurteilt werden konnte.
Inzwischen war Honecker einer im Januar 1990 in der DDR gegründeten Kommunistischen Partei Deutschlands beigetreten. In seiner am 3. Dezember 1992 vor Gericht vorgetragenen Erklärung übernahm Honecker zwar die politische Verantwortung für die Toten an Mauer und Stacheldraht, doch sei er „ohne juristische oder moralische Schuld“. Er rechtfertigte den Bau der Mauer damit, dass aufgrund des sich zuspitzenden Kalten Krieges die SED-Führung 1961 zu dem Schluss gekommen sei, dass anders ein „dritter Weltkrieg mit Millionen Toten“ nicht zu verhindern gewesen sei, betonte die Zustimmung der sozialistischen Führungen sämtlicher Ostblockstaaten zu dieser gemeinschaftlich getroffenen Entscheidung und verwies auf die Funktionen, die der DDR in seiner Amtszeit im UN-Weltsicherheitsrat trotz des Schießbefehls an der Mauer zugestanden worden seien. Im Weiteren führte er an, dass der Prozess gegen ihn aus rein politischen Motiven geführt werde, und verglich die 49 Mauertoten, deretwegen er angeklagt war, etwa mit der Anzahl der Opfer im von den USA geführten Vietnamkrieg oder der Selbstmordrate in westlichen Ländern. Die DDR habe bewiesen, „dass Sozialismus möglich und besser sein kann als Kapitalismus“. Öffentliche Kritik an Verfolgungen durch die Stasi tat er damit ab, dass auch der „Sensationsjournalismus“ in westlichen Ländern mit Denunziation arbeite und die gleichen Konsequenzen habe.
Honecker war zu dieser Zeit bereits schwer krank. Eine erneute Computertomographie am 4. August 1992 bestätigte die Moskauer Ultraschall-Untersuchung: Im rechten Leberlappen befand sich ein „fünf Zentimeter großer raumfordernder Prozess“, vermutlich eine Spätmetastase des Nierenkrebses, der Honecker im Januar 1990 in der Charité entfernt worden war. Daraufhin stellten Honeckers Anwälte Nicolas Becker, Friedrich Wolff und Wolfgang Ziegler den Antrag, das Verfahren, soweit es sich gegen Honecker richte, abzutrennen, einzustellen und den Haftbefehl aufzuheben. Das Verfahren sei eine Nagelprobe für den Rechtsstaat. Ihr Mandant leide an einer unheilbaren Krankheit, die entweder durch Ausschaltung der Leberfunktion direkt oder durch Metastasierung in anderen Bereichen zum Tode führe. Seine Lebenserwartung sei geringer als die auf mindestens zwei Jahre geschätzte Prozessdauer. Es sei zu fragen, ob es human sei, gegen einen Sterbenden zu verhandeln.
Den gestellten Antrag lehnte die Strafkammer mit Beschluss vom 21. Dezember 1992 ab. Das Landgericht führte in seiner Begründung aus, dass kein Verfahrenshindernis bestehe. Zwar habe sich die Einschätzung der voraussichtlich eintretenden Verhandlungsunfähigkeit aufgrund der aktualisierten schriftlichen Gutachten zeitlich verdichtet. Die Prognose des Eintritts der Verhandlungsunfähigkeit sei jedoch im Hinblick auf die Schwere und Bedeutung des Tatvorwurfs und des sich daraus ergebenden Gewichts der verfassungsrechtlich gebotenen Pflicht zur Strafverfolgung noch immer zu ungewiss, als dass eine sofortige Einstellung des Verfahrens zwingend geboten erscheine.
Die hiergegen eingelegte Beschwerde verwarf das Kammergericht durch Beschluss vom 28. Dezember 1992. Das Kammergericht kam jedoch zu dem Ergebnis, aufgrund der Stellungnahmen und Gutachten der medizinischen Sachverständigen sei davon auszugehen, dass infolge eines bösartigen Tumors im rechten Leberlappen Honeckers eine Verhandlungsfähigkeit mit hoher Wahrscheinlichkeit nicht mehr lange bestehen werde und Honecker mit an Sicherheit grenzender Wahrscheinlichkeit den Abschluss des Verfahrens nicht überleben werde. Das Kammergericht sah sich gleichwohl gehindert, das Verfahren selbst einzustellen, weil dies gemäß § 260 Abs. 3 StPO nach Beginn der Hauptverhandlung nur noch vom Landgericht durch Urteil ausgesprochen werden könne. Dementsprechend könne es auch den bestehenden Haftbefehl nicht aufheben, bevor das Landgericht über das Vorliegen eines Verfahrenshindernisses entschieden habe.
Hiergegen erhob Honecker Verfassungsbeschwerde vor dem Verfassungsgerichtshof des Landes Berlin. Honecker führte aus, die Entscheidungen verletzten sein Grundrecht auf Menschenwürde. Die Menschenwürde gelte als tragendes Prinzip der Verfassung auch gegenüber dem staatlichen Strafvollzug und der Strafjustiz uneingeschränkt. Die Fortführung eines Strafverfahrens und einer Hauptverhandlung gegen einen Angeklagten, von dem mit Sicherheit zu erwarten sei, dass er vor Abschluss der Hauptverhandlung und mithin vor einer Entscheidung über seine Schuld oder Unschuld sterben werde, verletze dessen Menschenwürde. Die Menschenwürde umfasse insbesondere das Recht eines Menschen, in Würde sterben zu dürfen.
Mit Beschluss vom 12. Januar 1993 entsprach der Verfassungsgerichtshof der Verfassungsbeschwerde Honeckers. Aufgrund der Feststellungen des Kammergerichts, wonach Honecker den Abschluss des Verfahrens mit an Sicherheit grenzender Wahrscheinlichkeit nicht mehr erleben werde, sei davon auszugehen, dass das Strafverfahren seinen gesetzlichen Zweck auf vollständige Aufklärung der Honecker zur Last gelegten Taten und gegebenenfalls Verurteilung und Bestrafung nicht mehr erreichen könne. Das Strafverfahren werde damit zum Selbstzweck, wofür es keinen rechtfertigenden Grund gäbe. Die Aufrechterhaltung des Haftbefehls verletze den Anspruch Honeckers auf Achtung seiner Menschenwürde. Der Mensch werde zum bloßen Objekt staatlicher Maßnahmen insbesondere dann, wenn sein Tod derart nahe sei, dass ein Strafverfahren seinen Sinn verloren habe.
Noch am selben Tag stellte das Landgericht Berlin das Verfahren nach § 206a StPO ein und hob den Haftbefehl auf. Den hiergegen von der Staatsanwaltschaft und den Nebenklägern erhobenen Beschwerden half das Landgericht nicht ab. Der Antrag auf Erlass eines neuen Haftbefehls wurde mit Beschluss vom 13. Januar 1993 abgelehnt.
Am 13. Januar 1993 lehnte das Landgericht Berlin in Bezug auf die Anklageschrift vom 12. November 1992 die Eröffnung des Hauptverfahrens ab und hob auch den zweiten Haftbefehl auf. Nach insgesamt 169 Tagen wurde Honecker aus der Untersuchungshaft entlassen, was Proteste von Opfern des DDR-Regimes nach sich zog.

### Ausreise nach Chile
Honecker flog unmittelbar darauf nach Santiago de Chile zu seiner Frau Margot und der gemeinsamen Tochter Sonja, die dort mit ihrem chilenischen Ehemann Leonardo Yáñez und ihren Kindern wohnte. Seine Mitangeklagten wurden dagegen am 16. September 1993 zu Freiheitsstrafen zwischen vier und siebeneinhalb Jahren verurteilt. Am 13. April 1993 wurde ein letzter zur Verfahrensbeschleunigung abgetrennter Prozess gegen Honecker in Abwesenheit des Angeklagten vom Berliner Landgericht ebenfalls eingestellt. Am 17. April 1993, dem 66. Geburtstag seiner Frau Margot, rechnete Honecker in einer Rede mit dem Westen ab und bedauerte seine Genossen, die noch im Gefängnis in Moabit saßen und „dem Klassenfeind trotzten“. Er schloss seine Rede mit den Worten: „Sozialismus ist das Gegenteil von dem, was wir jetzt in Deutschland haben. Sodass ich sagen möchte, dass unsere schönen Erinnerungen an die DDR viel aussagen von dem Entwurf einer neuen, gerechten Gesellschaft. Und dieser Sache wollen wir für immer treu bleiben.“

### Tod und Beisetzung
In den letzten Monaten musste Honecker künstlich ernährt werden. Am 29. Mai 1994 starb er im Alter von 81 Jahren in Santiago de Chile. Sein Leichnam wurde im Krematorium des Zentralfriedhofs von Santiago eingeäschert, die Urne nach der Trauerfeier von Margot Honecker wohl mit nach Hause genommen. Die Datenbank des Friedhofs nennt als Tag der Kremierung den 30. Mai 1994 und bestätigt die Mitnahme der Asche nach außerhalb. Nach Aussage des Honecker-Enkels Roberto Yáñez befindet sich die Urne im Besitz eines Freundes der Familie. Während Tochter Sonja die Asche ihrer Eltern dem Pazifik übergeben wolle, sei er selbst für eine Beisetzung in Deutschland. Der Berliner Senat lehnte 2018 den Wunsch des Enkels ab, Honecker durch eine Bestattung seiner Asche in der Gedenkstätte der Sozialisten zu ehren.

## Rezeptionsaspekte

### Lebenslauf
Martin Sabrow findet erstaunlich, wie stark Honeckers „individuelle und generationelle Lebenserfahrung bei genauerem Hinsehen durch den unpersönlichen Charakter der SED-Herrschaft hindurchschimmert“. Er nimmt dabei speziell auf Honeckers Aufwachsen und frühes Wirken im Saarland Bezug und präsentiert zwei auf je eigene Weise plausible Lesarten von Honeckers Werdegang und Lebensgeschichte.
Einerseits lassen sich laut Sabrow Unstimmigkeiten und Misslingensaspekte in Honeckers Vita in einem „Demaskierungsgestus“ präsentieren: Honeckers Aufwachsen in eher kleinbürgerlichen Verhältnissen als nach klassisch proletarischem Muster; der bei den Nazis mittuende jüngere Bruder; Honeckers zwischenzeitliches Liebäugeln mit einer landwirtschaftlichen Existenz in Hinterpommern; das klägliche Scheitern der Kampagne gegen die Wiederangliederung im „Saarkampf“; das ungeschickte und die ganze Berliner Untergrundorganisation belastende Agieren im Zusammenhang mit seiner Verhaftung Ende 1935 durch die Gestapo; der hoch riskante und letztlich perspektivlose Fluchtversuch Anfang März 1945, bei dem er wiederum Genossen im Untergrund gefährdete; das eigenbrötlerische Vorgehen nach der Befreiung „unter anrüchigen persönlichen Umständen im Lebensumfeld seines eigenen Kerkerpersonals“.
Andererseits lasse sich ebenso plausibel eine Gegenrechnung im Sinne des auf Standfestigkeit angelegten „Typus der kommunistischen Herrscherbiographie“ aufmachen: Honeckers frühes, in der Familientradition angelegtes, uneigennütziges Engagement für die kommunistische Bewegung; der rasche Aufstieg zum Bezirksleiter Saar im kommunistischen Jugendverband; das mit Beginn der NS-Herrschaft unverzügliche Wirken im Widerstand; die nicht nachlassende Energie und Verantwortungsbereitschaft bei der nervenaufreibenden illegalen Verbandsarbeit bis zur Verhaftung nach fast drei Jahren; die auch nach langjähriger Haft in NS-Gefängnissen fortbestehende Treue zu der sein Leben bestimmenden Menschheitsidee.
Honeckers geistige Verankerung in der eigenen Jugendbiographie zeigte sich Sabrow zufolge auch 1989 und über seinen Sturz hinaus. Sein „lebensgeschichtlich bedingter Starrsinn gegenüber Veränderungen […] drückte sich in einer bemerkenswerten Unempfindlichkeit gegenüber der historischen Niederlage des Sozialismus aus“. Aufgrund eigener Erfahrung konnte er sich sagen, „dass die Verlierer von heute unfehlbar die Sieger von morgen seien“. Das aufbegehrende DDR-Volk schien ihm irregeführt, zumal er die leichte Manipulierbarkeit des Volkes als geschichtlich erwiesen behandelte. Ohne klare Führung durch eine marxistische Partei gehe es nun einmal nicht. Der Untersuchungsarzt im Moabiter Haftkrankenhaus hielt als Selbstcharakterisierung Honeckers fest: „Ich war Kommunist, bin Kommunist und werde Kommunist bleiben.“

### Auftreten
Honecker wird wie sein Vorgänger als Staats- und Parteichef, Ulbricht, von einigen Historikern als wenig charismatisch in seinen öffentlichen Auftritten und als nicht sonderlich redebegabt beschrieben, während ihm andere eine gewisse Rhetorik zugestehen. Vor allem seine Reden auf Parteitagen und bei diplomatischen Anlässen, die Kabarettisten und Satirikern außerhalb der DDR-Öffentlichkeit Vorlagen zu Parodien boten, wurden vielfach als im Stil ungelenk und hölzern beschrieben. In seiner Zeit als Generalsekretär wurde seine Haltung einmal als „fast unheimliche, einstudierte Unbeweglichkeit“ skizziert. Bei seinem Besuch 1987 im Saarland, dem Ort seiner Kindheit, sei die innere Erregung des ansonsten starr wirkenden, alten Mannes hingegen deutlich zu bemerken gewesen. Er habe, auf dem Höhepunkt seiner Macht befindlich, bei dieser ersten Reise in die Bundesrepublik einen „ganz passablen Eindruck“ hinterlassen. Laut den Memoiren eines seiner von der Stasi gestellten Leibwächter verlor der abgeschirmt von der Bevölkerung lebende Honecker zunehmend den „Kontakt zur Realität“. Auch Michail Gorbatschow äußerte am 1. November 1989 in einem Gespräch mit Egon Krenz: „Genosse Erich Honecker habe sich offensichtlich für die Nummer 1 im Sozialismus, wenn nicht sogar in der Welt gehalten. Er habe nicht mehr real gesehen, was wirklich vorgehe.“ Auch wahrheitsgetreue Berichte der Staatssicherheit über massive Probleme in der Wirtschaft sollen von Honecker ärgerlich zurückgewiesen worden sein.

### In Bild und Ton

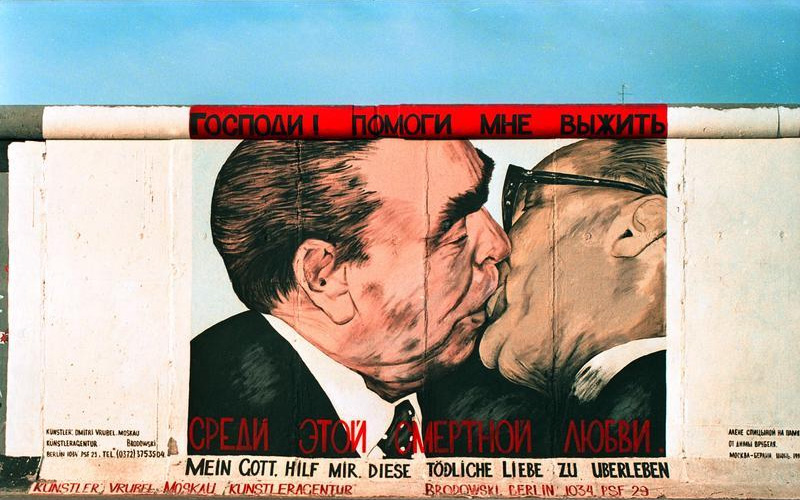
Dmitri Wladimirowitsch Wrubel: Mein Gott, hilf mir, diese tödliche Liebe zu überleben. Wandgemälde mit einem Sozialistischen Bruderkuss zwischen Honecker und Breschnew an der East Side Gallery in Berlin aus dem Jahr 1991

Honecker wurde zweimal auf Briefmarken abgebildet: in der DDR 1972 von der Deutschen Post gemeinsam mit Leonid Breschnew anlässlich des 25. Jahrestags der Gründung der Gesellschaft für Deutsch-Sowjetische Freundschaft; und 1984 von der Post Nordkoreas gemeinsam mit Kim Il-sung zu Ehren von dessen Besuch in der DDR.
Udo Lindenbergs größter kommerzieller Erfolg, der Song Sonderzug nach Pankow, zur Melodie Chattanooga Choo Choo, richtete sich in ironischer Weise direkt an den Staatsratsvorsitzenden Honecker („Honey“), thematisierte dessen mangelnde Lockerheit und erreichte in der DDR große Popularität. Um einen Konzertauftritt im Palast der Republik anzubahnen, schenkte er Honecker 1987 eine Lederjacke. Im Gegenzug erhielt er von Honecker, der in seiner Jugend beim Roten Frontkämpferbund Schalmei gespielt hatte, ein solches Instrument. Bei seinem Staatsbesuch 1987 in der Bundesrepublik Deutschland schenkte ihm Lindenberg vor dem Wuppertaler Engels-Haus eine Gitarre mit der Aufschrift „Gitarren statt Knarren“.

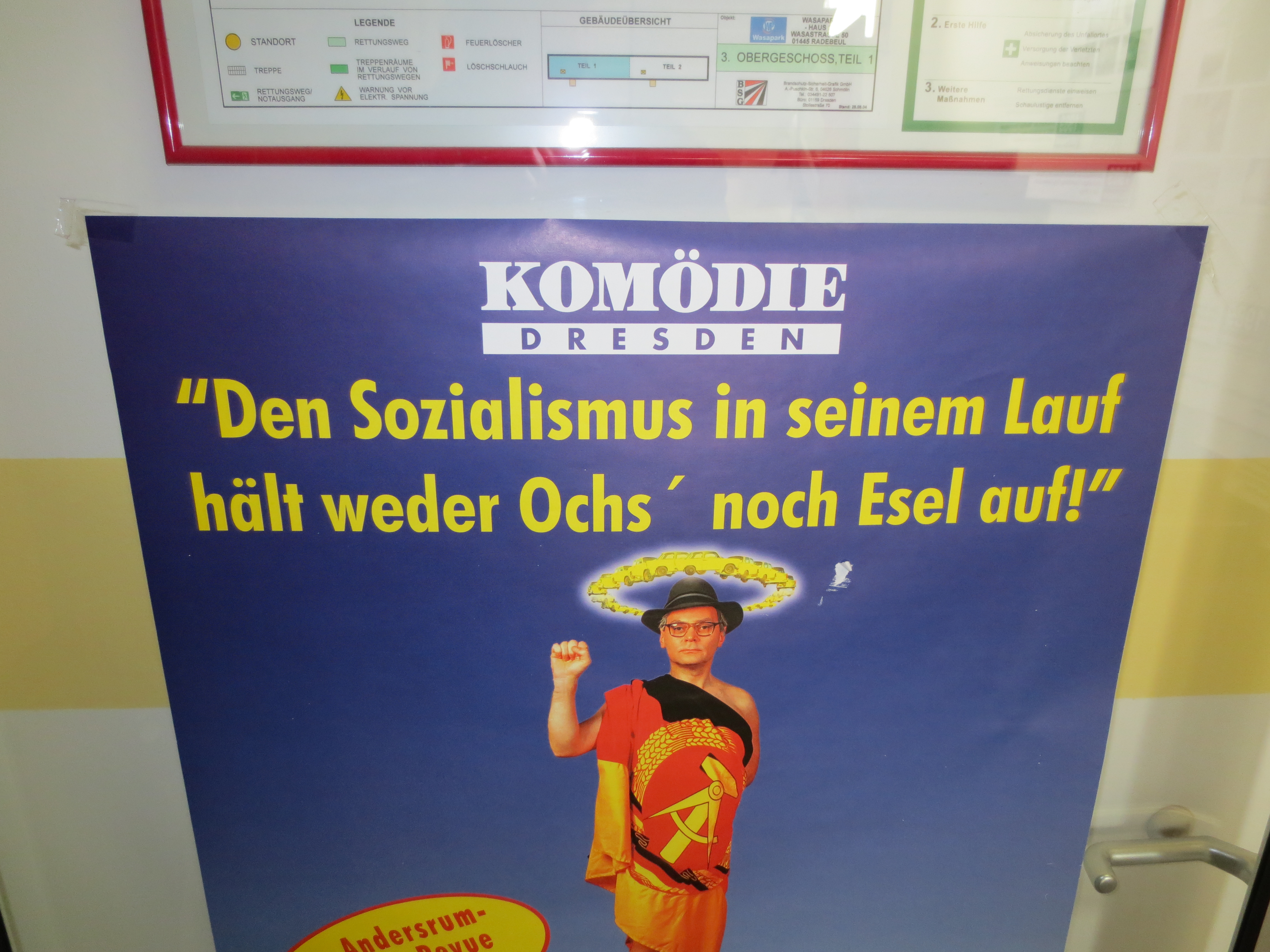
Plakat für Uwe Steimles Kabarettprogramm „Den Sozialismus in seinem Lauf hält weder Ochs noch Esel auf“ an der Komödie Dresden (verkleidet als Honecker, 2014)

Dmitri Wrubels Graffito Mein Gott, hilf mir, diese tödliche Liebe zu überleben an der Berliner Mauer (Frühjahr 1990), das einen „Bruderkuss“ zwischen Leonid Breschnew und Erich Honecker thematisierte, wurde weltweit bekannt.
In dem die Ereignisse des Jahres 1989 in der DDR aufgreifenden dokumentarischen Fernsehfilm Wer zu spät kommt – Das Politbüro erlebt die deutsche Revolution von 1990 wird Honecker vom Schauspieler Hans Christian Blech verkörpert.
Ein bekannter Parodist Honeckers ist der Kabarettist Uwe Steimle, der ihn in seinen Programmen parodiert.
2017 wurde Erich Honecker in zwei Filmen dargestellt. Am 3. Oktober 2017 zeigte die ARD die Filmkomödie Willkommen bei den Honeckers mit Martin Brambach als Honecker. Kurze Zeit später erschien der Kinofilm Vorwärts immer!, in dem Honecker vom Schauspieler Jörg Schüttauf dargestellt wird. Im Film Honecker und der Pastor (2022) von Jan Josef Liefers wird Honecker von Edgar Selge dargestellt.

### In der Kunst

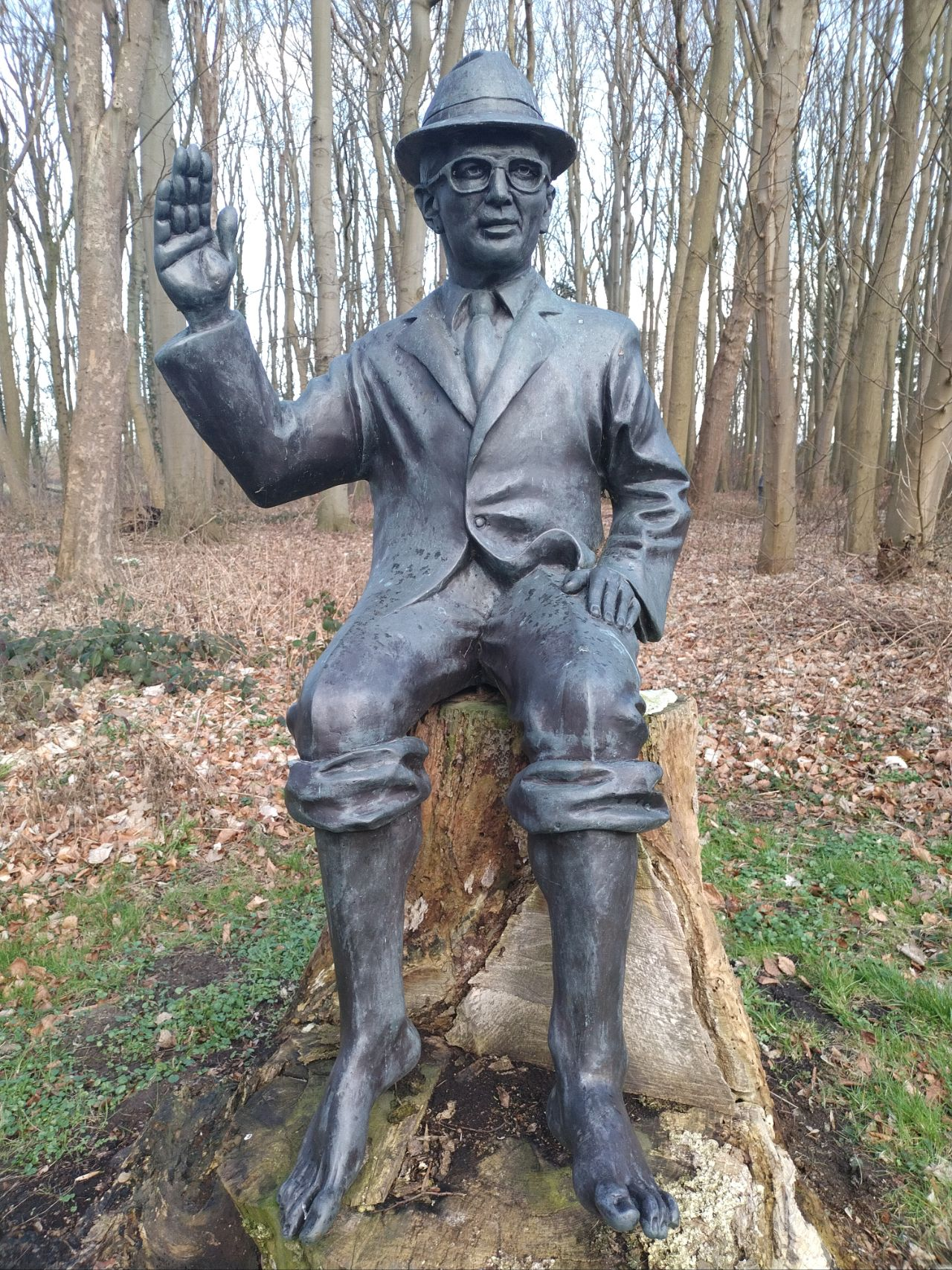
Satirische Skulptur Honeckers auf dem Lehrpfad der unholdigen Personen

Eine satirische Statue von Honecker befindet sich auf dem Lehrpfad der unholdigen Personen in Mecklenburg-Vorpommern.

## Auszeichnungen und Ehrungen
Honecker erhielt alle wichtigen Auszeichnungen der DDR, darunter den Karl-Marx-Orden, den Ehrentitel Held der DDR mit dazugehöriger Goldmedaille, den Vaterländischen Verdienstorden mit Ehrenspange, Banner der Arbeit, Held der Arbeit, und von der Sowjetunion als höchste Auszeichnung den Leninorden.
1981 wurde Honecker während seines Staatsbesuches in Japan die Ehrendoktorwürde der Nihon-Universität Tokio verliehen. Während eines Staatsbesuches in Mexiko im selben Jahr erhielt er die Ehrenbürgerschaft von Mexiko-Stadt. 1985 bekam Honecker vom IOC den Olympischen Orden in Gold.

## Schriften
- Reden und Aufsätze. Zwölf Bände. Dietz, Berlin 1975–1988.
- Zur Jugendpolitik der SED. Zwei Bände. Neues Leben, Berlin 1985.
- Die Rolle der Arbeiterklasse und ihrer Partei in der sozialistischen Gesellschaft. Marxistische Blätter, Frankfurt am Main 1974, ISBN 3-88012-292-X.
- Aus meinem Leben. 14. Auflage. Dietz, Berlin 1989, ISBN 3-320-00744-0.
- Für eine weltweite Koalition der Vernunft und des Realismus. Dietz, Berlin 1989, ISBN 3-320-01418-8.
- Durch das Volk und für das Volk wurde Großes vollbracht. Festansprache von Erich Honecker, Generalsekretär des ZK der SED und Vorsitzender des Staatsrates der DDR. In: Neues Deutschland. 9. Oktober 1989 (Auszug).
- Erich Honecker zu dramatischen Ereignissen. Runge, Hamburg 1992.
- „… da brauche ich nichts zu korrigieren“. Ein Gespräch mit Paul Oestreicher in der Haftanstalt. In: epd-Dokumentation. H. 6a (1. Februar 1993), S. 1–12.
- Persönliche Erklärung von Erich Honecker vor dem Berliner Landgericht am 3. Dezember 1992. In: Blätter für deutsche und internationale Politik. Band 38, 1993, Nr. 1, S. 118–126 (siehe auch Weblinks).
- Moabiter Notizen. Letztes schriftliches Zeugnis und Gesprächsprotokolle vom BRD-Besuch 1987 aus dem persönlichen Besitz Erich Honeckers. Edition Ost, Berlin 1994, ISBN 3-929161-14-1.
- Frank Schumann (Hrsg.): Letzte Aufzeichnungen. Für Margot. Edition Ost, Berlin 2012, ISBN 978-3-360-01837-3.
- mit Eva Ruppert: Liebe Eva. Erich Honeckers Gefängnisbriefe. Edition Ost, Berlin 2017, ISBN 978-3-360-01883-0.

## Filme
- Wilma Kottuck: Skizze eines Verfalls. Auf den Spuren von Erich Honecker, Süddeutscher Rundfunk, VHS, Stuttgart 1990.
- Harald Lüders, Peter Boultwood: Fernsehinterview „Erich Honecker – Das Interview“. VHS, Frankfurt am Main 1991.
- Thomas Grimm: Honeckers Flucht – mit Thomas Kunze, Das Erste, 45 Minuten, 2002.
- Thomas Grimm: Die Honeckers privat – MDR Fernsehen, 45 Minuten, 2003.
- Eric Friedler: Der Sturz – Honeckers Ende, 2012.
- Francis Meletzky: Vorwärts Immer!, 2017.
- Thomas Grimm: Die Honeckers – Die private Geschichte – als Co-Autor mit Mario Sporn – ZDF-History, 45 Minuten, 2017.
- Thomas Grimm: Honeckers letzte Reise[109] – mit Thomas Kunze, MDR Fernsehen, 90 Minuten, 2019.
- Jan Josef Liefers: Honecker und der Pastor, 2022.[110]
- Fred Breinersdorfer: Honecker und der Pastor – Die Dokumentation, 2022.[110]